# آیات حجاب
در قرآن، هفت مجموعه‌آیه (۲۴ آیه از میان ۶۲۳۶ آیه) به حجاب اشاره دارد و دربارهٔ حدود آن، در یک سو تفسیری قرار دارد که تنها ناحیهٔ پوشش دامن – لگن به‌ویژه عورت و ران‌ها – را حجاب شرعی واجب برای زن می‌داند و در آن سو تفسیری‌است که پوشاندن همهٔ وجود زن به استثنای یک یا دو چشمِ بدونِ آرایش را واجب می‌شمارد. تفسیرهای دیگری نیز در میان این دو سو جای گرفته‌اند.

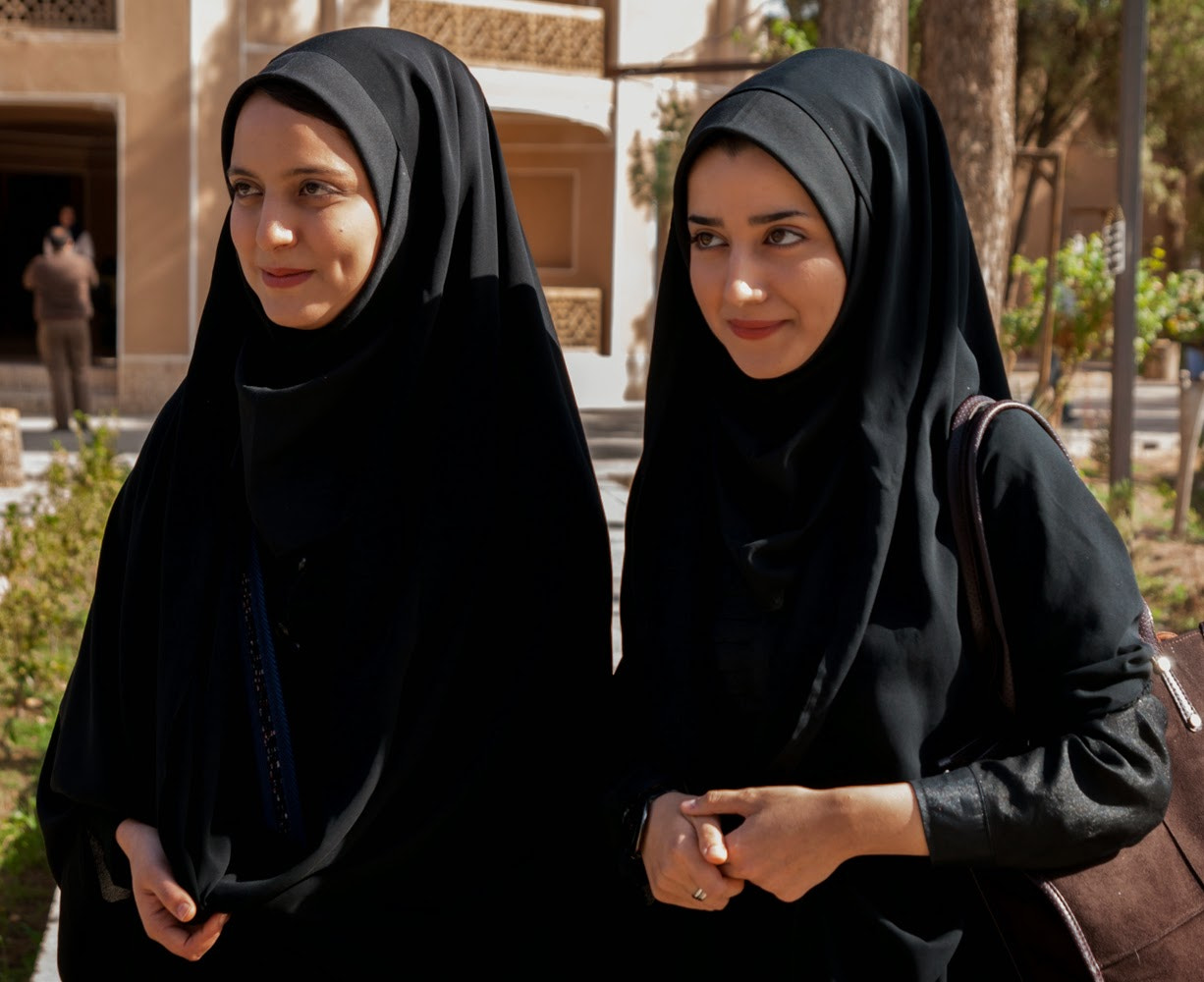
دو زن چادری که بخشی از حجاب واجب در نظر مشهور فقهی (قسمتی از ساعد و موها) را رعایت نکرده‌اند.

حجاب در اصل به معنای «پرده» است. کاربرد اصطلاح حجاب و آیات حجاب به معنای «پوشش اسلامی» در دورهٔ معاصر متداول شده و پیش از آن به‌ویژه در آثار فقها اصطلاحات سَترِ صلاتی (پوشش در نماز) و ستر غیرِصلاتی – در خواستگاری و ازدواج – رایج بوده است. ذیلاً آیات حجاب بررسی شده است که بر حسب ترتیب نزول ۱۱۴ سورهٔ قرآن (سوره‌های ۳۹ و ۹۰ و ۱۰۳) در تاریخ‌نگاری مسلمانان مرتب شده‌اند:
- سورهٔ اَعراف: آیات ۲۰–۲۲–۲۶–۲۷–۳۱–۳۲–۳۳
- سورهٔ احزاب: آیات ۳۲–۳۳–۵۳–۵۴–۵۵–۵۸–۵۹–۶۰–۶۱
- سورهٔ نور: آیات ۲۷–۲۸–۲۹–۳۰–۳۱–۵۸–۵۹–۶۰

## درآمد
بسیاری از فقها در تفسیر خود از آیات حجاب با تکیه بر احادیث و روایات، حجاب شرعی را دربارهٔ زنی که مسلمان و مکلّف و غیرِیائسه و آزاد (غیرِبرده) باشد، شاملِ موها و پیکرِ او به استثنای اعضای بدونِ آرایشِ گِردیِ چهره و دست‌ها تا مچ و بعضی فقها، پاها تا مچ دانسته‌اند که باید با جامه‌ای غیرِزینتی در برابر «مردِ مکلّف و نامحرم» و «مرد یا زنِ نامسلمان و بالغ و نامحرم» بپوشاند مگر اینکه آنها برده اعم از کنیز و غلام باشند که دارای شهوت هستند یا اینکه فرد آزاد اما فاقد شهوت از قبیل اَخته یا واجِدِ شهوتِ ضعیف از جمله سالمند و تهیدست باشند. البته پوشاندن عورتِ پیش و پسِ پایین‌تنه در برابر همهٔ محارم به‌جز شوهر واجب است. همچنین در زمان‌هایی کشف حجاب مشروع می‌گردد: زن به هنگام اضطرار باشد به‌سان معاینهٔ پزشک یا شاهد قرار دادن مرد که برداشتن حجاب در حد نیاز به وقت اضطرار مجاز است یا در هنگام خواستگاری باشد که در این صورت نشان دادن بدن و موی خود به مردِ نامحرمِ خواستگار جایز است.
با این همه با توجه به منابع مذکور، فقهایی نیز: یکم؛ برای معافیت از حجاب، صرف یائسگی را کافی ندانسته و نومیدی نسبی از رغبت مردان به آمیزش جنسی با وی را مستقلاً بایسته می‌دانند، دوم؛ حجاب در برابر کودک نامکلّف آگاه به مسائل جنسی را واجب محسوب می‌کنند، سوم؛ کشف حجاب در برابر زن نامسلمان را حمل بر کراهت کرده یا به شروطی همانند اطمینان بر عدم افشا جایز می‌دانند یا به پوشاندن کمتر از حجاب شرعی قائل هستند، چهارم؛ برده را محدود به بردهٔ خود زن و نه برده‌های دیگران می‌کنند یا اینکه غلام را خارج از این جواز می‌انگارند، پنجم؛ تهیدستان را خارج از استثنائات شمرده‌اند یا اینکه سالمند و مانند او را فاقد شهوت فرض کرده‌اند، ششم؛ در حدود جواز کشف حجاب در برابر هر کدام از استثنائات یادشده اختلاف دارند من‌جمله اینکه یا همچون صاحب جواهر نجفی نشان دادن همهٔ بدن خود به جز عورتِ پیش و پسِ پایین‌تنه را به مردِ خواستگار جایز می‌دانند یا اینکه محدود به مو و سینه و دیگر اعضای بدن کرده‌اند، هفتم؛ در صورت خوف از وقوع حرام موقتاً پوشش بیشتر مانند رو گرفتن و پوشاندن دست‌ها و پاها را در برابر نامحرم و بخش‌هایی بیشتر از بدن مانند پوشاندن پستان‌ها را در برابر محارم به‌جز شوهر بایسته می‌شمارند، هشتم؛ به‌ویژه گروهی از اهل سنت فقط گِردیِ چهرهٔ بی‌آرایش را استثنای حجاب می‌دانند یا اینکه هیچ استثنایی جز یک یا دو چشمِ بدون آرایش قائل نیستند.
از میان منتقدان نظر مشهور فقهی، می‌توان به پژوهشگرانی همچون امیرحسین ترکاشوند و اکبر جباری و نیز روحانیونی همانند احمد قابل و محسن کدیور اشاره کرد. ترکاشوند در کتاب حجاب شرعی در عصر پیامبر چنین نتیجه می‌گیرد که میزان واجب حجاب برای زن، پوشاندن «تنه و ران‌ها و بازوان» بوده است و در موقع نیاز به‌مانند پوشش واجب مرد به «سَترِ عورَتَین» در معنای پوشاندن مابینِ پیش و پسِ ناف تا زانوها تقلیل می‌یافت. وی و کثیری از منتقدان، به‌طور کلی بر آن هستند که حجاب در قرآن امری سیّال و ناظر بر کارکرد آن است، بدین معنا که با تغییر زمان و مکان و موقعیت اجتماعی، حد آن ممکن است عوض گردد و آنچه در قرآن ثابت است تمهیدات به منظور کاستن از احتمال تعرض به زنان، کاهش فضای جنسی منجر به فساد و فحشا، جلوگیری از فروپاشی خانواده با ازدیاد کودکان بدون نسب معیّن یا رهاشده و بی‌سرپرست است؛ آن هم تا جایی که اختلالی به زندگی متعارف زنان وارد نیاید و حتی با تغییر موقعیت – مانند ورزشکاری یا کار در شرایط سخت – می‌تواند از حد آن کاسته شده یا به آن افزوده گردد. از این حیث برابر دیدگاه یادشده، آیه‌های راجع به حجاب در قرآن با آیاتی همچون آیهٔ ۶۰ سورهٔ اَنفال (آماده کنید برایشان از نیرو و از اسب‌های بسته که با آن، دشمن خدا و دشمن خود را بترسانید…) مقایسه‌پذیر است که حتی فقها نیز معتقد به الغای خصوصیت و برداشت مفهومی و باطنی از آن بوده و الزامی در تهیهٔ اسب جنگی برای ترساندن دشمن قائل نیستند.

## ۱– اعراف، ۲۰ و ۲۲ و ۲۶ و ۲۷ (شرم‌گاه)

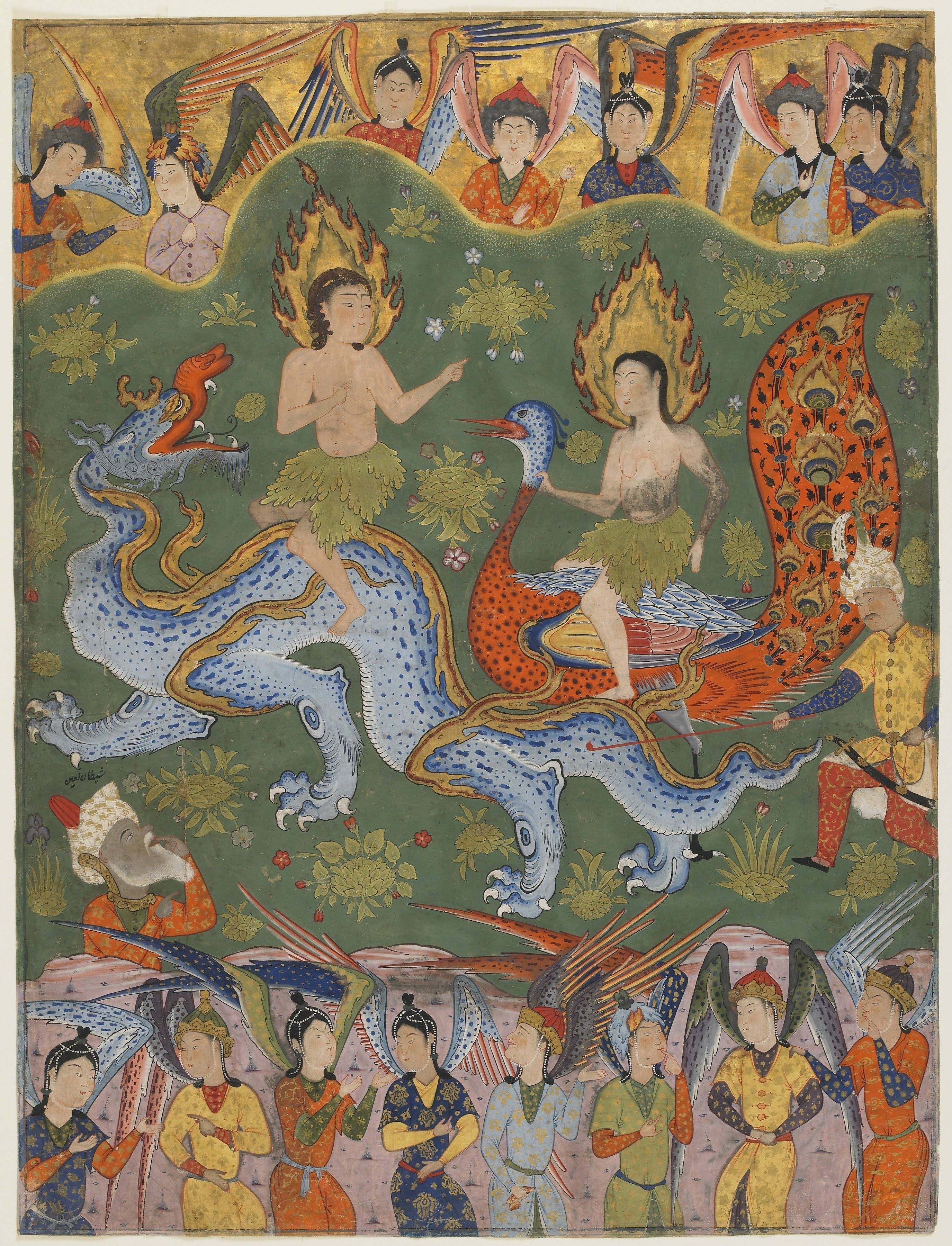
آدم و حوا از فالنامهٔ منتسب به صادق پیشوای ششم شیعیان، سدهٔ دهم هجری (قرن شانزدهم میلادی)، دورهٔ صفوی. تصویرسازی‌های متأخر در دورهٔ جمهوری اسلامی آدم و حوا را عموماً با پوشش کامل نشان می‌دهند.

### متن عربی
فَوَسْوَسَ لَهُمَا الشَّیْطَانُ لِیُبْدِیَ لَهُمَا مَا وُورِیَ عَنْهُمَا مِن سَوْآتِهِمَا وَقَالَ مَا نَهَاکُمَا رَبُّکُمَا عَنْ هٰذِهِ الشَّجَرَةِ إِلَّا أَن تَکُونَا مَلَکَیْنِ أَوْ تَکُونَا مِنَ الْخَالِدِینَ (۲۰) [...] فَدَلَّاهُمَا بِغُرُورٍ فَلَمَّا ذَاقَا الشَّجَرَةَ بَدَتْ لَهُمَا سَوْآتُهُمَا وَطَفِقَا یَخْصِفَانِ عَلَیْهِمَا مِن وَرَقِ الْجَنَّةِ [...] (۲۲) [...] یَا بَنِی آدَمَ قَدْ أَنزَلْنَا عَلَیْکُمْ لِبَاسًا یُوَارِی سَوْآتِکُمْ وَرِیشًا وَلِبَاسُ التَّقْوَیٰ ذٰلِکَ خَیْرٌ ذٰلِکَ مِنْ آیَاتِ اللَّهِ لَعَلَّهُمْ یَذَّکَّرُونَ (٢٦) یَا بَنِی آدَمَ لَا یَفْتِنَنَّکُمُ الشَّیْطَانُ کَمَا أَخْرَجَ أَبَوَیْکُم مِّنَ الْجَنَّةِ یَنزِعُ عَنْهُمَا لِبَاسَهُمَا لِیُرِیَهُمَا سَوْآتِهِمَا [...] (۲۷)

### برگردان فارسی
پس شیطان، آنان [آدم و حوا] را وسوسه کرد تا آنچه از شرم‌گاهشان برای خودشان پوشیده بود آشکار گردانَد، و گفت: پروردگارتان شما را از این درخت بازنداشت مگر برای آنکه مبادا فرشته یا جاودانه گردید. (۲۰) [...] پس با نیرنگی آنان را فرود آوَرد و هنگامی که از درخت چشیدند، شرم‌گاهشان برای خودشان آشکار شد، و آغازیدند بر آن دو از برگِ بهشت بچسبانند. [...] (۲۲) [...] ای فرزندانِ آدم، همانا برایتان لباسی فرو فرستادیم که شرم‌گاهتان را پوشیده می‌دارد و مایهٔ زیبایی‌است، ولی لباسِ پرهیزکاری، این بهتر است. این از نشانه‌های خداست، شاید که یادآور شوید. (۲۶) ای فرزندانِ آدم، شما را شیطان نفریبد، چنان‌که پدر و مادرتان را از بهشت بیرون کرد؛ از آنان لباسشان را بَرکَند تا شرم‌گاهشان را برای خودشان نمایان گردانَد. [...] (۲۷)

### ۱–۱– سَوأت (شرم‌گاه/جسد مُرده/زشتیِ نهفتهٔ نَفْس)
ضمن روایت قصهٔ هُبوطِ آدم و حوا از بهشت به پوشاندن سَوآت اشاره شده که فقط شامل عورت پیش و پسِ پایین‌تنه است. سوآت جمع سَوأت است. در قرآن، جمع آن به معنی شرم‌گاه (در داستان آدم و حوا) و مفرد آن به معنی جسد مُرده (پیکر مُردهٔ هابیل در داستان هابیل و قابیل) به کار رفته و در لغت به معنای هر چیزی است که آشکار شدنش زشت و ناخوشایند است. برخی با تکیه بر این ریشهٔ لغوی سوآت، آن را به معنای «زشتی‌های نهفتهْ نفس انسان که وی را به سرکشی می‌کشاند» تفسیر کرده و با پرهیز از تأویل‌های ظاهری و استخراج احکام فقهی از آن، داستانی و تمثیلی بودن آیات مذکور را برابر آیهٔ زیر مطرح کرده‌اند:
خدا حیا نمی‌کند که داستانی (مَثَلی) بیاورد؛ پشه باشد یا فراتر از آن. پس کسانی که ایمان آوردند این را حقیقتی از نزدِ پرورندهٔ خویش می‌دانند اما کسانی که کافر شدند می‌گویند که غَرَضِ خدا چه باشد از این داستان؟! خدا به این داستان، بسیاری را گم‌راه می‌کند و بسیاری را راه می‌نمایاند. و گم‌راه نمی‌کند به آن مگر نافرمانان از حق را.— آیهٔ ۲۶ سورهٔ بقره
همچنین به بحث آیات محکم و متشابه استناد کرده‌اند:
اوست که این کتاب را بر تو فرو فرستاد. پاره‌ای از آن، آیاتِ محکمات (نشانه‌های استوار) است که مادرِ کتاب‌اند و پاره‌ای دیگر، متشابهات (مانندها) هستند. پس کژدلان، متشابهات را برای فتنه‌جویی و تأویل‌گری پِیروی می‌کنند حال آنکه تأویلِ [واقعیتِ] آن را هیچ‌کس نمی‌داند مگر خداوند [.] و ریشه‌داران در دانش گویند: ایمان آوردیم که همگی از نزدِ پروردگارِ ماست. و یاد نمی‌کنند مگر خردمندان.— آیهٔ ۷ سورهٔ آل عمران
گروهی برآنند که منظور از تشابه در آیهٔ یادشده، نامشخص یا ناشناخته بودن است و متشابه آیه‌ای‌است که واقعیت آن برای خواننده روشن نیست و تنها همانند آن برای فهم منظور بیان شده ولی در هر حال برای پی بردن به مقصود و هدف آیه صدمه‌ای ندارد؛ برای نمونه در آیهٔ ۵ سورهٔ طه «[خدای] مهرگستر بر تخت شاهی چیره شد.» مقصود نهایی که بیان استیلای خدا بر جهان می‌باشد معلوم است ولی چگونگی و جزئیات آن برای افراد بشر درک‌پذیر نیست پس به مثابه خدای دارای شخصیت انسانی همچون پادشاهی پیروز توصیف شده است. یا در آیهٔ ۱۵ سورهٔ محمد «داستان بهشت که به پرهیزکاران مژده داده شده در آن است جوی‌هایی از آبی ناگشته‌رنگ و شیری ناگشته‌مزه…» تنها مَثَل و داستانی از بهشت بیان می‌کند تا فهمی از آسایش آن برای انسان مادّی عرضه کند. در دیگر آیات متشابه رستاخیز و میزان و بهشت و دوزخ من‌جمله در آیات داستان هبوط آدم و حوا از بهشت، اصل مقصود که پرهیزکاری را مانند لباس مایهٔ زیبایی انسان می‌داند روشن است؛ لیکن چگونگی میوهٔ ممنوعه و وقوع هبوط به‌گونه‌ای نیست که توصیفات مادّی بر بنیاد تجربه‌های زندگی آدمی در دنیا الزاماً درست باشد زیرا حقیقت آن‌جهانی در ظرف اندیشهٔ این‌جهانی انسان نمی‌گنجد.

### ۱—۲– حجاب به فراخور فرهنگ
بعضی از محققان بر این باورند که غلظت کنونی حجاب در اسلام حاصل این انگارهٔ پذیرفته‌شده در تمدن‌های بزرگ آن عصر است که پوشش هرچه بیشترِ تن را نماد برتری اجتماعی و فرهنگی و مالی می‌دانستند. به‌ویژه در آیین‌های زرتشتی و یهودی برای پنهان‌سازی و نگهبانی از زنان و حتی تشخص و برتری دادن زنان همدین خود بر دیگران می‌کوشیدند چنان‌که پلوتارْک (زادهٔ ۴۶ میلادی) در روایت گریز تِمیستوکلِس در شمایل زنی ایرانی، به آیین ایرانیان هخامنشی در دور نگه داشتن زنان از چشم دیگران اشاره کرده است. بنابراین در کثیری از اقوام دور از خاورمیانه که اسلام آورده‌اند نظر به سیّالیّت قرآن در مسئلهٔ حجاب برخوردی منعطف با این امر داشته‌اند. سید محمدحسین طباطبایی تبریزی در تفسیر المیزان با همان دیدگاه سنتی که تمدن و تشخص را مساوی هر چه پوشیده‌تر بودن تن می‌داند با اشاره به حجاب زنان مسلمان تایلندی می‌نویسد:
در بلادِ شرق یعنی سیام [تایلندِ امروزی] و نواحیِ آن، مسلمین آن‌طور نفوذ و تأثیر نداشته بلکه خودشان در جهل و دوری از تمدن، دستِ کمی از بت‌پرست‌ها نداشتند، و از حیثِ لباس و سایرِ اعمالِ دینی به کیشِ بت‌پرستی نزدیک‌ترند تا به اسلام. زنانِ آن نواحی غیر از عورتِ جلو و عقب، عورتِ دیگری که پوشاندنش لازم باشد برای خود قائل نیستند. و حال آنکه در اسلام همهٔ بدنِ زن عورت است.

## ۲– اعراف، ۳۱ تا ۳۳ (حجّ عریان)

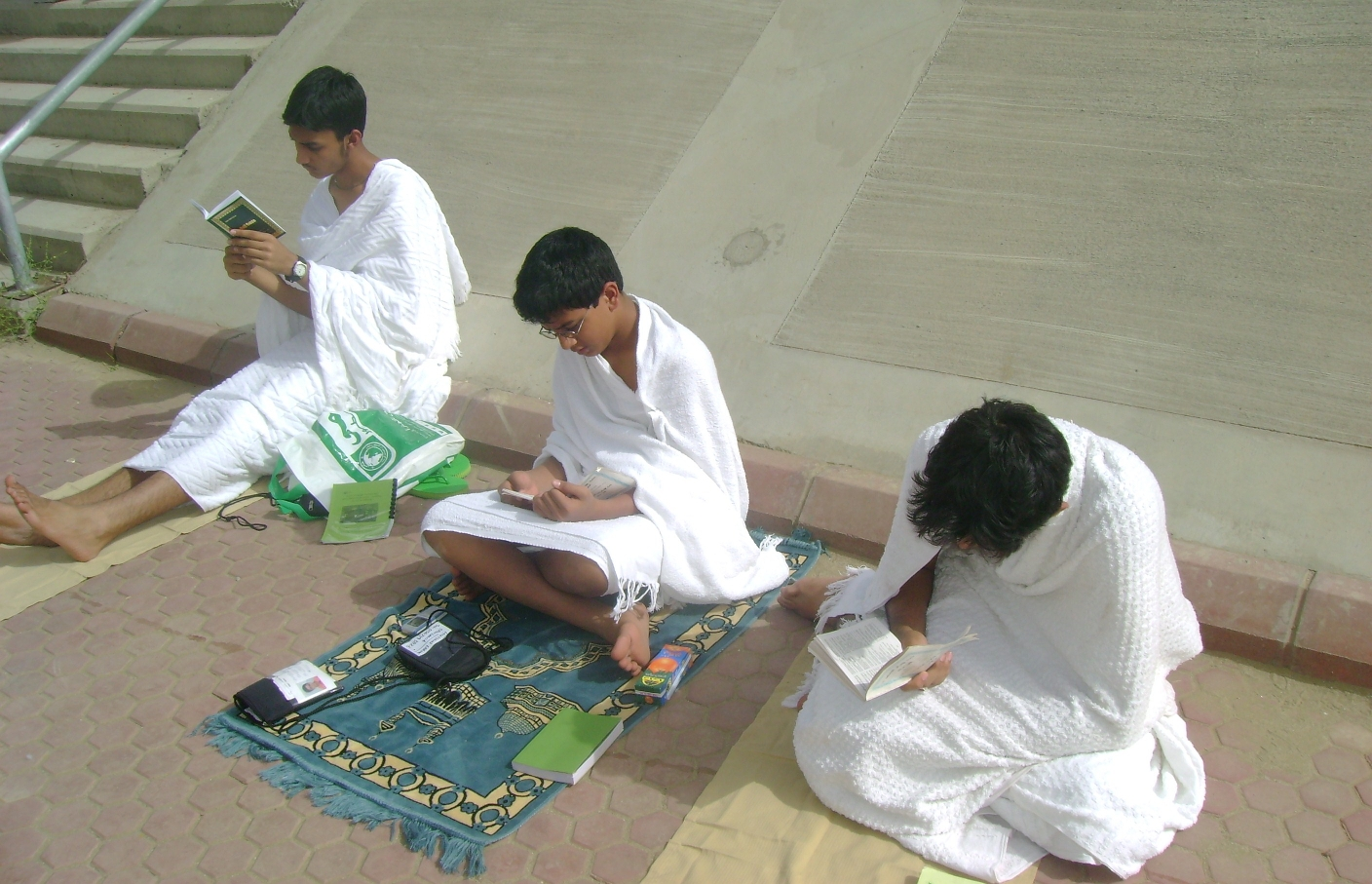
مسلمانان در جامهٔ امروزی حج

### متن عربی
یا بَنی آدَمَ خُذُوا زینَتَکُمْ عِنْدَ کُلِّ مَسْجِدٍ وَ کُلُوا وَ اشْرَبُوا وَ لا تُسْرِفُوا إِنَّهُ لا یُحِبُّ الْمُسْرِفینَ (۳۱) قُلْ مَنْ حَرَّمَ زینَةَ اللَّهِ الَّتی أَخْرَجَ لِعِبادِهِ وَ الطَّیِّباتِ مِنَ الرِّزْقِ قُلْ هِیَ لِلَّذینَ آمَنُوا فِی الْحَیاةِ الدُّنْیا خالِصَةً یَوْمَ الْقِیامَةِ کَذلِکَ نُفَصِّلُ الْآیاتِ لِقَوْمٍ یَعْلَمُونَ (۳۲) قُلْ إِنَّما حَرَّمَ رَبِّیَ الْفَواحِشَ ما ظَهَرَ مِنْها وَ ما بَطَنَ وَ الْإِثْمَ وَ الْبَغْیَ بِغَیْرِ الْحَقِّ وَ أَنْ تُشْرِکُوا بِاللَّهِ ما لَمْ یُنَزِّلْ بِهِ سُلْطاناً وَ أَنْ تَقُولُوا عَلَی اللَّهِ ما لا تَعْلَمُونَ (۳۳)

### برگردان فارسی
ای فرزندانِ آدم، جامهٔ خویش را نزدِ هر مسجدی برگیرید و بخورید و بیاشامید ولی اسراف نکنید که خدا اسراف‌کاران را دوست ندارد. (۳۱) بگو چه کسی جامهٔ خدا را که برای بندگانش برون آورده و روزی‌های پاک‌سرشت را حرام کرده است؟! بگو این برای کسانی‌است که در زندگیِ دنیا ایمان آوردند؛ در روزِ رستاخیز ویژهٔ آنهاست. این‌چنین، نشانه‌ها را برای گروهی که می‌دانند تفصیل می‌دهیم. (۳۲) بگو جز این نیست که پرورندهٔ من، زشت‌کاری‌ها را آنچه از آن پیداست و آنچه نهان و گناه و زیاده‌خواهیِ نابه‌حق را حرام کرده است و اینکه با خدا شریک سازید آنچه را دلیلی برای آن فرو نفرستاده و اینکه چیزی را که نمی‌دانید به خدا نسبت بدهید. (۳۳)

### ۲–۱– اجبار کشف عورت در حج
آورده‌اند که گروهی از عرب‌ها در هنگام طواف کعبه کاملاً برهنه شده و در مورد دیگران نیز رسم لختی اجباری را برقرار ساخته و اجازه نمی‌دادند هیچ زن و مردی، عورت خود را با زینت (جامه) بپوشاند. در روض‌الجنان و روح‌الجنان نوشتهٔ ابوالفتوح رازی (زادهٔ ۴۵۶هجری‌شمسی/۱۰۷۷میلادی) چنین آمده است:
مفسّران گفتند: سببِ نزولِ آیت آن بود که بنی‌عامر عادت داشتند که برهنه گِردِ خانه طواف کردندی، مردان به روز و زنان به شب. و چون به مسجدی از مساجد رسیدندی، جامه بینداختندی و برهنه شدندی و در مسجد شدندی، و اگر کسی با جامه طواف کردی او را بزدندی و جامه‌اش بیرون کردندی، خدای تعالی این آیت فرستاد و امر کرد فرزندانِ آدم را – زنان و مردان را – که: زینتِ خود از لباس به نزدیکِ هر مسجدی برگیرند، پس مراد به زینت، جامه است. مجاهد گفت: از جامه آنچه عورت به آن بپوشند فریضه است، و اگر عبایی باشد. باقر – علیه السّلام – گفت: مراد، جامهٔ نو است و پاکیزه در روزهای عید و روزهای آدینه که به مسجدِ جامع و مصلّی شوند. عطیّه و أبوروق گفتند: مراد به زینت آن است که چون به مسجد خواهد شدن موی به شانه کند.
طباطبایی در المیزان این‌گونه نگاشته است:
تنها قریش بود که در هنگامِ طواف لباس می‌پوشید، وگرنه سایرِ قبایل در موسمِ طواف از راه که می‌رسیدند لباس‌ها را کنده و به عقیدهٔ خود بدین وسیله خود را از لباسی که در آن گناه کرده بودند عاری ساخته، آنگاه اگر از قریش کسی لباسی به آنان عاریه می‌داد می‌پوشیدند وگرنه برهنه مشغولِ طواف می‌شدند، و پس از فراغت از طواف، لباس‌های خود را پوشیده برمی‌گشتند.
ناصر مکارم شیرازی در تفسیر نمونه می‌نویسد:
گرچه این حکم مربوط به تمامِ فرزندانِ آدم در هر زمان است، ولی ضمناً نکوهشی‌است از عملِ زشتِ جمعی از اعراب در زمانِ جاهلیت که به هنگامِ آمدن به مسجدالحرام و طوافِ خانهٔ خدا کاملاً عریان و برهنه می‌شدند.
لخت و برهنهٔ مادرزاد! زن و مرد در اطرافِ خانهٔ خدا طواف می‌کردند، به گمانِ اینکه در لباس‌هایی که مرتکبِ گناه شده‌اند، شایسته نیست خانهٔ خدا را طواف کنند!

### ۲–۲– پوشش عرب جاهلی
مرتضی مطهری فریمانی با نقل روایاتی – از جمله موردی که ندایی غیبی، پیامبر اسلام را از بی‌اعتنایی به نمایان شدن عورت خود که در میان عرب متعارف بود بازمی‌دارد – در کتاب مسئلهٔ حجاب چنین نتیجه گرفته است:
در جاهلیت بینِ اعراب سَترِ عورت معمول نبود و اسلام آن را واجب کرد.
در کتاب حجاب شرعی در عصر پیامبر آمده است:
 برهنگیِ مستمرِ بسیاری از اندام، پدیده‌ای کاملاً رایج در سطحِ اجتماع بود. از آن گذشته، بخشِ دیگری از اندام که معمولاً پوشیده بود نیز گهگاه نمایان می‌شد به‌طوری که حتی عزمِ جدی در پوشاندنِ عورت از سوی زنان و به‌ویژه مردان وجود نداشت! قُبحِ برهنگی در نزدِ آنان شکسته بود و به عبارتِ دقیق‌تر، قبحی وجود نداشت که بخواهد شکسته شود. [...]
[زنان] معمولاً به جای ردا و حتی اِزار از پیراهن استفاده می‌کردند، اما پیراهنی کاملاً ابتدایی و نادوخته که بسیاری از اندام را هرگز در بر نمی‌گرفت و اطمینانی نیز به استتارِ دائمش در قبالِ مواضعِ تحتِ پوشش نبود. [...] برخی از زنانِ جاهلی از روسری استفاده می‌کردند اما این استفاده لزوماً ناشی از رعایتِ حجاب و مرتبط با عفتِ جنسی نبود بلکه ناشی از مسائلِ عرفی (از جمله کسبِ تشخّص و اعتبار، تمایز از کنیزان) یا برخاسته از شرایطِ اقلیمی (از جمله مهارِ تابشِ آفتاب و گَردوغبار) بود، به همین خاطر بسیاری از مردان نیز همین روسری و سراندازها را به کار می‌بردند. از آن گذشته اگر قرار بر رعایتِ جنبه‌های اخلاقی و شرعی بود بی‌شک استتارِ ناحیهٔ دامن، اولیٰ بود در حالی که هر دو – چه مرد چه زن – نسبت به آن سهل‌انگار بودند. [...]
در حالی که امروزه تفکیکِ صفوفِ مردان و زنانِ نمازگزار امری مسلّم و بدیهی می‌نماید اما باید دانست که علتِ اولیهٔ جداسازیِ آنان از یکدیگر، به وجودِ دامن‌هایِ کوتاهِ برخی از نمازگزاران در حیاتِ پیامبر برمی‌گشت. بر این اساس پیامبر (ص) برای دیده نشدنِ عورتِ یکدیگر توسطِ جنسِ مخالف، تدابیر و رهنمودهایی شاملِ عقب‌تر بردنِ صفوفِ زنان نسبت به مردان، عدمِ نگاهِ زنان به مردانِ سجده‌کننده، و دیرتر برخاستنِ زنان از سجده نسبت به مردانِ جلوتر از خود اتخاذ کرد تا بر تبعاتِ منفیِ ناشی از کوتاهیِ دامن‌ها که عمدتاً در خَم و راست شدنِ سجده رخ می‌نمود غلبه گردد. گفتنی‌است علی‌رغمِ این که بعدها کاستی‌های جامهٔ مردم برطرف گردید اما غافل از فلسفهٔ اوامرِ پیامبر، نمازگزاران، کماکان نماز را با مرزبندیِ صفوف انجام می‌دادند. [...]

در کم‌اعتناییِ حضرت نسبت به حجابِ موردِ انتظارِ ما، می‌توان به [...] واکنشِ منفی‌اش به اقدامِ ام سلمه در ساختِ بنایی خشتی (که با هدفِ استتارِ افرادِ حاضر در خانه از ناظرانِ بیرونی انجام داد)، یا گلایه‌اش از فاطمه در موردِ نصبِ پرده بر درگاهِ خانه، یا کندنِ پرده‌ای که عایشه برای سَترِ پنجره و طاقچه نصب کرده بود، یا عدمِ موافقت با بلندیِ دامنِ زنان مگر به قدرِ یکی دو وجب، یا خواستگاری از زنی که (همچون سایرین) سابقهٔ طوافِ عریان بر گِردِ کعبه داشت اشاره کرد که همگی نشان از کم‌اهمیتیِ حجابِ غلیظ، یا مهم‌تر بودنِ دیگر ارزش‌های اخلاقی، اجتماعی و معنوی در نزدِ رسول‌الله است.
در رد دیدگاه فوق یکی از منتقدان چنین بیان می‌کند:
واقعیتِ غیرقابلِ انکار، که اصلِ آن را همه قبول دارند (و ایشان می‌کوشد در ۲۷۰ صفحه این واقعیت را بسیار پررنگ تصویر کند)، این است که در دورهٔ جاهلیت و قبل از آمدنِ اسلام، وضعیتِ منحطی به لحاظِ پوشش و روابطِ جنسی وجود داشته است. اما پیش‌فرضِ نویسندهٔ محترم این است که امکان ندارد پیامبرِ اکرم (صلی‌الله‌علیه‌وآله‌وسلّم) توانسته باشد این وضع را در مدتِ ۲۳ سال نبوتِ خود به‌تدریج اصلاح کرده باشد. مسئله این است که آیا پیامبری که با عنایتِ الهی توانست جامعهٔ بی‌سواد و بی‌فرهنگِ آن زمان را ظرفِ مدتِ کوتاهی، به حدی برساند که نه‌تنها علم‌آموزی را از برترین ارزش‌ها به حساب آوَرَد، بلکه به بزرگ‌ترین تمدنِ زمانِ خود تبدیل شود، می‌توانسته تغییرِ مهمی را هم در وضعیتِ پوششِ آن جامعه رقم بزند یا خیر؟

### ۲–۳– فاحشه (زشت‌کاری)
فاحشه که در لغت به معنی «کار زشت» است در این آیه به زنا و نیز طواف مردان و زنان برهنه به گرد خانهٔ خدا تفسیر شده است. توضیح این واژه در تفسیر مجمع‌البیان اثر شیخ طَبرِسی (زادهٔ ۴۵۴ه‍.ش/۱۰۷۵م) به شرح زیر می‌باشد:
مجاهد گوید: منظور از فواحش، زنای پنهانی و عریان شدن در طواف است. اوّلی پنهانی و دومی آشکار است. برخی گویند: فاحشهٔ آشکار، طوافِ مردانِ لخت در روز و فاحشهٔ پنهان، طوافِ زنانِ لخت در شب است. جبائی گوید: مقصود همهٔ گناهان است.

## ۳– احزاب، ۳۲ و ۳۳ (جلوه‌گری)

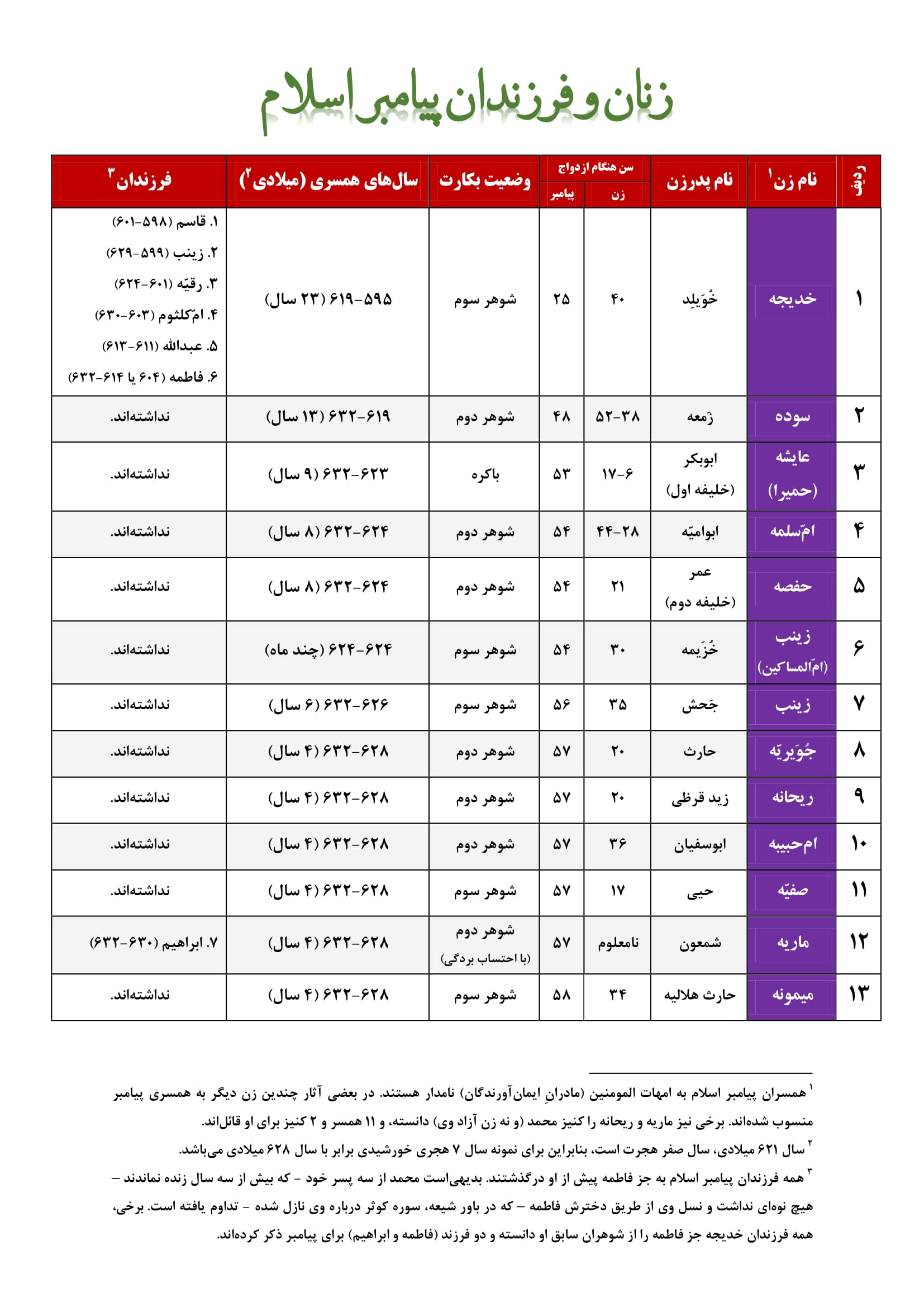
شناس‌نامهٔ زنان و فرزندان پیامبر اسلام

### متن عربی
یَا نِسَاءَ النَّبِیِّ لَسْتُنَّ کَأَحَدٍ مِّنَ النِّسَاءِ إِنِ اتَّقَیْتُنَّ فَلَا تَخْضَعْنَ بِالْقَوْلِ فَیَطْمَعَ الَّذِی فِی قَلْبِهِ مَرَضٌ وَقُلْنَ قَوْلًا مَّعْرُوفًا (۳۲) وَقَرْنَ فِی بُیُوتِکُنَّ وَلَا تَبَرَّجْنَ تَبَرُّجَ الْجَاهِلِیَّةِ الْأُولَیٰ ۖ وَأَقِمْنَ الصَّلَاةَ وَآتِینَ الزَّکَاةَ وَأَطِعْنَ اللَّهَ وَرَسُولَهُ ۚ إِنَّمَا یُرِیدُ اللَّهُ لِیُذْهِبَ عَنْکُمُ الرِّجْسَ أَهْلَ الْبَیْتِ وَیُطَهِّرَکُمْ تَطْهِیرًا (۳۳)

### برگردان فارسی
ای زنانِ پیامبر، شما مانندِ یکی از زنان نیستید [.] اگر پرهیز می‌کنید [،] پس در گفتار، نرمی نکنید تا کسی که در دلش بیماری‌است طمع ببندد، و گفتاری پسندیده بگویید. (۳۲) و در خانه‌های خویش آرام گیرید و مانندِ تَبَرُّجِ جاهلیتِ نخستین، تبرّج (جلوه‌گری) نکنید و نماز را به پای دارید و زکات را بدهید و از خدا و پیامبرش فرمانبَری کنید. جز این نیست که خدا می‌خواهد از شما اهلِ بیت (اهلِ خانه) آلودگی را بزداید و شما را چنان‌که باید و شاید، پاک گردانَد. (۳۳)

### ۳–۱– فرمان‌نامهٔ همسران محمد
چنانچه ظاهر کلام ملاک قرار گیرد این آیات مخاطبی جز زنان پیامبر نمی‌تواند داشته باشد (نه همهٔ زنان مسلمان)؛ این دو آیه در ادامهٔ آیات ۲۸ تا ۳۱ سورهٔ احزاب آمده که ترجمهٔ آن‌ها چنین است:
ای پیامبر به زنانِ خویش بگو اگر خواهانِ زندگانیِ دنیا و زینتِ آن هستید، پس بیایید شما را بهره‌مند کنم و به نیکویی رها سازم. (۲۸) و اگر خواستارِ خدا و فرستاده‌اش و سرای آخرت باشید، پس خدا برای نیکوکاران از شما پاداشی بزرگ فراهم کرده است. (۲۹) ای زنانِ پیامبر، هرکس از شما فاحشهٔ (زشت‌کاریِ) آشکاری آوَرَد، برای او عذاب، دوچندان افزوده می‌شود؛ و همانا آن کار بر خدا آسان است. (۳۰) و آن کس از شما که برای خدا و فرستاده‌اش فرمانبُردار باشد و عمل صالح انجام دهد، پاداشش را دو برابر به او می‌دهیم و برای وی روزیِ ارجمند فراهم می‌کنیم. (۳۱)
با وجود این، مکارم شیرازی در تفسیر نمونه می‌گوید:
بدونِ شک این یک حکمِ عام است، و تکیهٔ آیات بر زنانِ پیامبر ص به عنوانِ تأکیدِ بیشتر است، درست مثلِ اینکه به شخصِ دانشمندی بگوییم تو که دانشمندی دروغ مگو، مفهومش این نیست که دروغ گفتن برای دیگران مجاز است، بلکه منظور این است که یک مردِ عالِم باید به صورتِ مؤکّدتر و جدی‌تری از این کار پرهیز کند.

### ۳–۲– تَبَرُّج (جلوه‌گری)

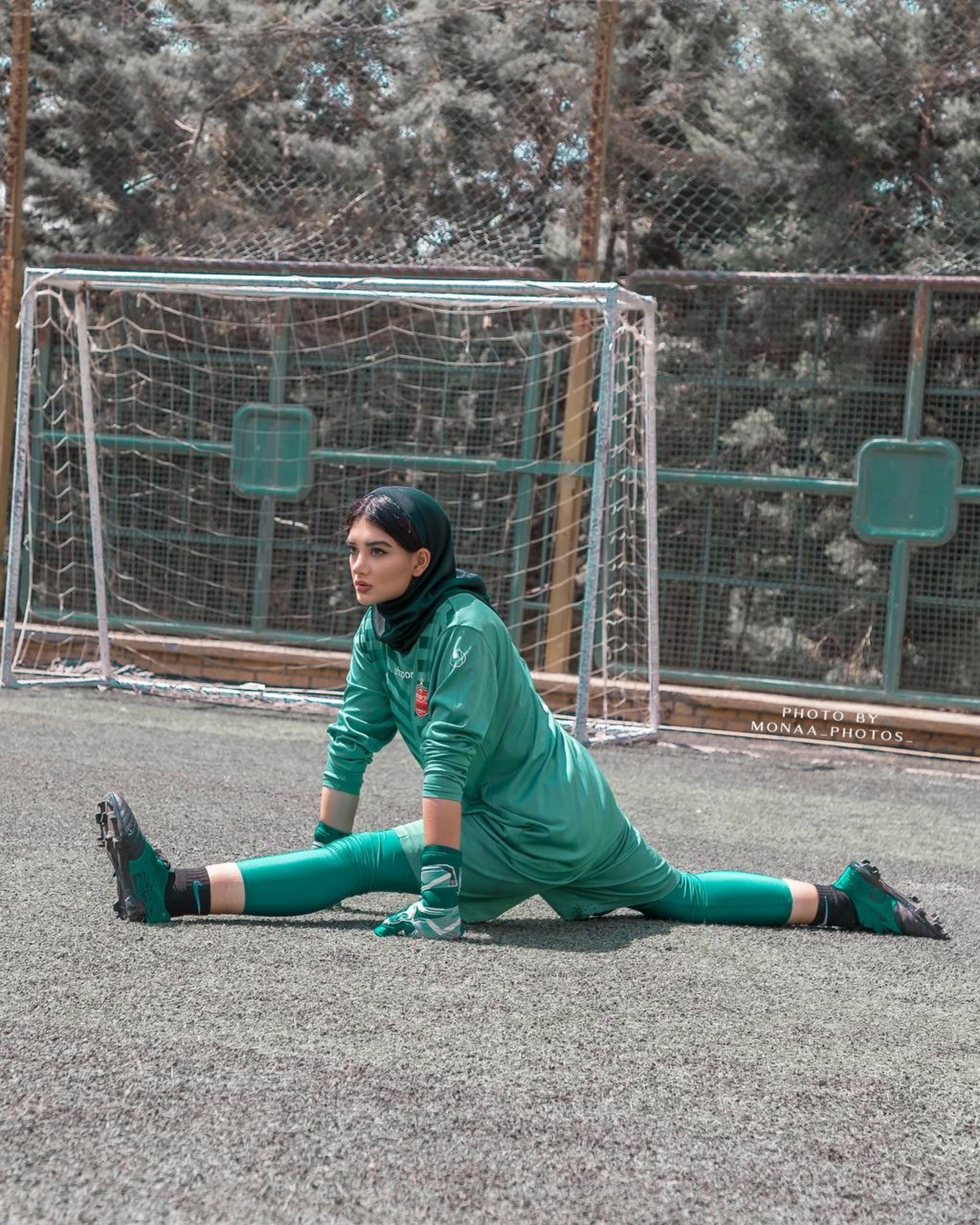
ورزشکار ایرانی با جامهٔ ورزشی محجبه. در ایران جامهٔ ورزشکاران زن باید چنان گشاد باشد که حجم برجستگی‌های اندام زنانه از روی لباس مشخص نگردد که در غیر این صورت ممکن است نمونهٔ تَبَرُّج محسوب شود.

تَبَرُّج غالباً به معنای «جلوه‌گری» آمده است؛ بدین‌گونه که زن خود را از بالای برج (ساختمان)، متبرّج (جلوه‌گر) می‌سازد. در کتاب المفردات نوشتهٔ راغب اصفهانی (زادهٔ ۳۳۳ه‍.ش/۹۵۴م) چنین آمده است:
تَبَرَّجَتِ المرأة یعنی در نمایان ساختنِ زیبایی‌های خویش همانندِ ستارگان گردید. و گفته شده به معنای این است که زن از بالای برج یعنی عمارتِ خویش ظاهر شده است؛ بر همین معنا دلالت می‌کند سخنِ خداوندِ متعال: [۳۳ احزاب و ۶۰ نور].
در دورهٔ جاهلیت معمول بود زنان از درون خانه و در برابر پنجره‌ها و درها اندام برهنهٔ خود را برای رهگذران جلوه‌گر سازند. تَبَرُّج همچنین به معنای «با تکبر و تبختر راه رفتن» نیز نقل شده است. با این همه، طباطبایی معنای گسترده و مُوَسَّعی از جلوه‌گری را دربارهٔ تبرّج منظور می‌دارد و در المیزان می‌نویسد:
کلمهٔ تَبَرُّج به معنای ظاهر شدن در برابرِ مردم است، همان‌طور که برجِ قلعه برای همه هویداست.
تبرّج در دو آیه از قرآن آمده (۳۳ احزاب و ۶۰ نور) و به دو شیوه نهی شده است: یکم «تبرّج جاهلیت نخستین از سوی زنان محمد» و دوم «تبرّج با اندام‌نمایی از سوی قواعد زنان» که منظور از قواعد، زنان نشسته در خانه یا برابر نظر مشهور فقها زنان یائسه بوده‌اند. با این همه، در ادبیات فقهی، تبرّج به هر شیوه‌ای جز برای شوهر مذموم است.

### ۳–۳– تبرّج جاهلیّت نخستین

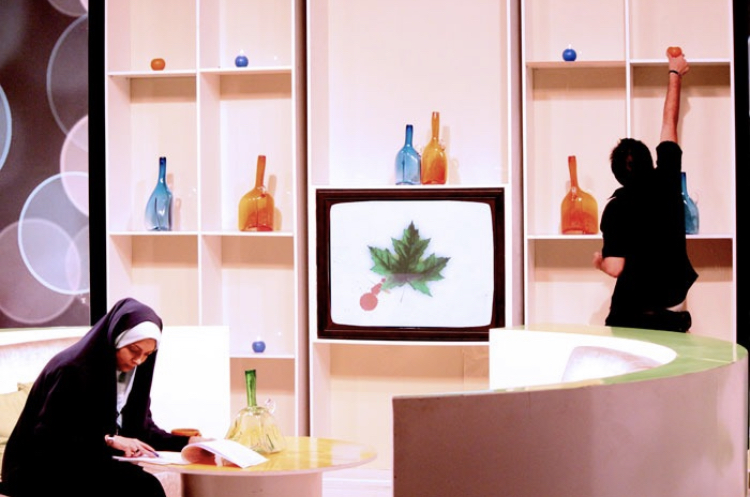
آزاده نامداری (زادهٔ ۱۳۶۳ – درگذشتهٔ ۱۴۰۰) در برنامهٔ غیرمنتظره (شبکهٔ دو سیما، ۱۳۸۹). وی که مجری برنامهٔ یادشده بود در یکی از قسمت‌های آن با چادر قهوه‌ای‌رنگ ظاهر شد. این امر موجب گردید تا گروه‌هایی وی را به تبرّج متهم کنند. نامداری پس از آن همواره از چادر مشکی استفاده می‌کرد.

دربارهٔ تبرّج جاهلیت نخستین در آثاری همچون تفسیر تبیان اثر شیخ طوسی (زادهٔ ۳۷۴ه‍.ش/۹۹۵م) آمده است:
 و گفته شده تبرّجِ جاهلیتِ اولیٰ آن بود که اهلِ جاهلیت انجام داده و تجویز می‌کردند که یک زن، جمع کند میانِ شوهر و رفیقش. پس پایین‌تنهٔ خود را برای شوهرش قرار دهد [تا دخول کند] و بالاتنهٔ خود را در اختیارِ رفیقش بگذارد تا ببوسد و در آغوش کشد. پس خدای تعالی، همسرانِ پیامبر صَلَّی اللهُ عَلَیه را از آن عمل نهی کرد.
مکارم شیرازی، تبرّج جاهلیت نخستین را نمایان شدن گلو و گردنبند و گوشواره‌های زنان عرب جاهلی، بر اثر سهل‌انگاری آنان در بستن روسری می‌داند.

### ۳–۴– آیهٔ تطهیر

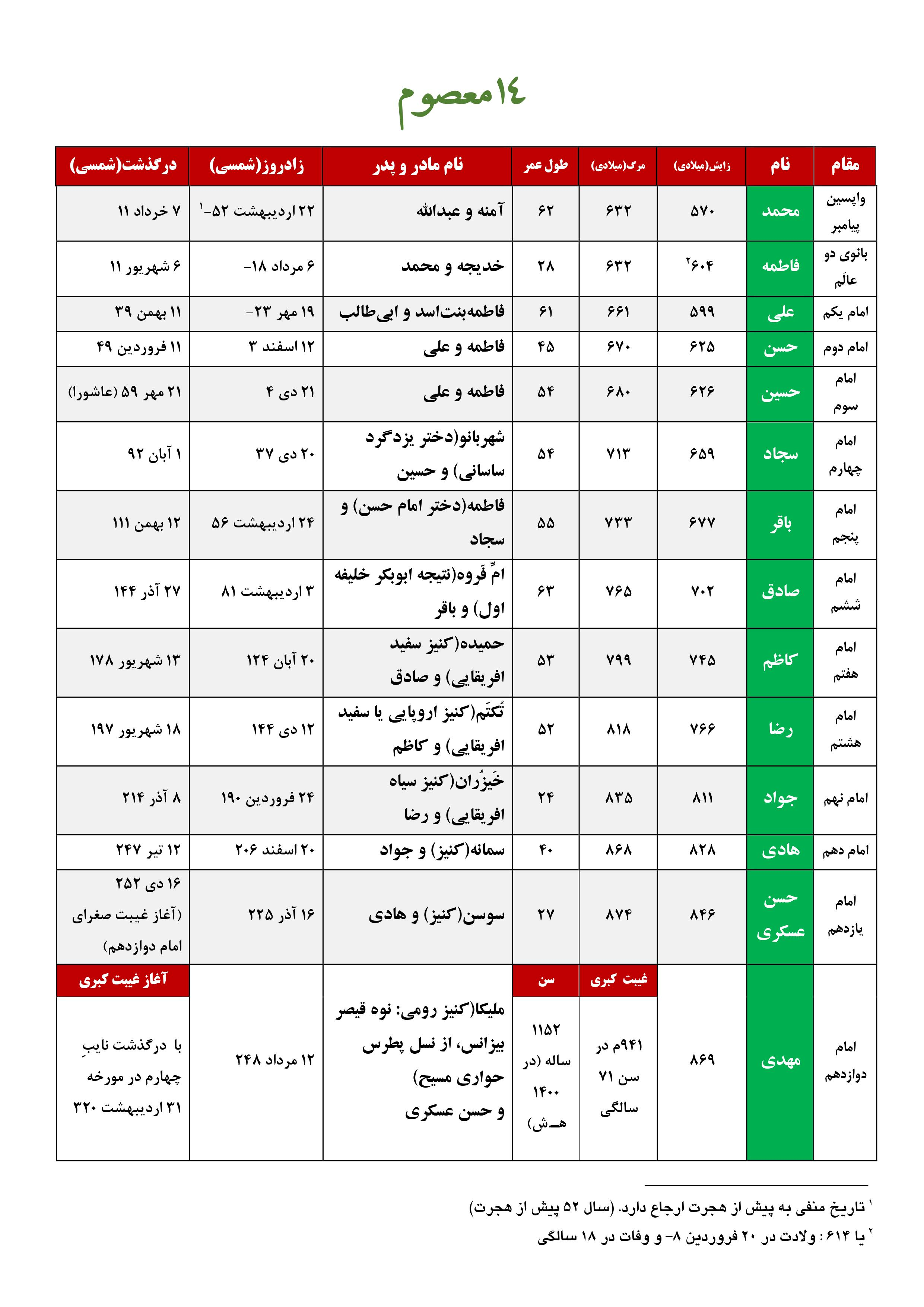
به عقیدهٔ شیعیان بر اساس آیهٔ تطهیر، پنج‌تَن از چهارده‌معصوم – و به واسطهٔ پنج‌تن، نُه امام پسین نیز – تطهیر و تقدیس شده‌اند. در نگارهٔ بالا، شناس‌نامهٔ چهارده‌معصوم شیعیان بر اساس گاه‌شمار میلادی و هجری خورشیدی آمده است.

در باور شیعه، بخش پایانی آیهٔ ۳۳ – «جز این نیست…» به بعد، که به آیهٔ تطهیر نامدار است – دربارهٔ پنج تن از خاندان پیامبر اسلام (محمد، فاطمه، علی، حسن، حسین) بوده و بی‌ارتباط با بخش‌های آغازین آیهٔ ۳۳ و نیز آیهٔ ۳۲ احزاب است. برخی نیز با استناد به بطن داشتن قرآن و استخراج معانی باطنی و گوناگون از آیات، آن را در معنای ظاهری دربارهٔ زنان محمد و در معنای باطنی دربارهٔ پنج‌تن دانسته‌اند.

## ۴– احزاب، ۵۳ تا ۵۵ (پرده‌نشینی)

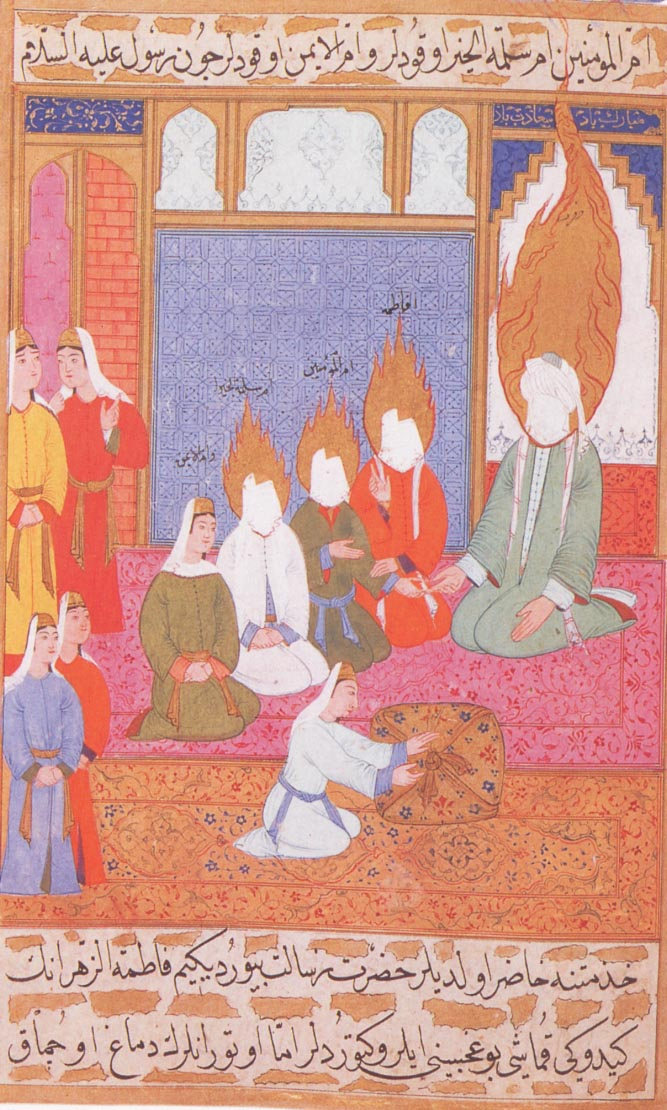
پیامبر اسلام و دختر و زنان وی (اثری از اواخر سدهٔ شانزدهم میلادی، خلافت عثمانی)

### متن عربی
یا أَیُّهَا الَّذینَ آمَنُوا لا تَدْخُلُوا بُیُوتَ النَّبِیِّ إِلاَّ أَنْ یُؤْذَنَ لَکُمْ إِلی طَعامٍ غَیْرَ ناظِرینَ إِناهُ وَ لکِنْ إِذا دُعیتُمْ فَادْخُلُوا فَإِذا طَعِمْتُمْ فَانْتَشِرُوا وَ لا مُسْتَأْنِسینَ لِحَدیثٍ إِنَّ ذلِکُمْ کانَ یُؤْذِی النَّبِیَّ فَیَسْتَحْیی مِنْکُمْ وَ اللَّهُ لا یَسْتَحْیی مِنَ الْحَقِّ وَإِذَا سَأَلْتُمُوهُنَّ مَتَاعًا فَاسْأَلُوهُنَّ مِنْ وَرَاءِ حِجَابٍ ۚ ذٰلِکُمْ أَطْهَرُ لِقُلُوبِکُمْ وَقُلُوبِهِنَّ ۚ وَمَا کَانَ لَکُمْ أَنْ تُؤْذُوا رَسُولَ اللَّهِ وَلَا أَنْ تَنْکِحُوا أَزْوَاجَهُ مِنْ بَعْدِهِ أَبَدًا ۚ إِنَّ ذٰلِکُمْ کَانَ عِنْدَللَّهِ عَظِیمًا (٥٣) إِنْ تُبْدُوا شَیْئاً أَوْ تُخْفُوهُ فَإِنَّ اللَّهَ کانَ بِکُلِّ شَیْءٍ عَلیماً (٥٤) لا جُناحَ عَلَیْهِنَّ فی آبائِهِنَّ وَ لا أَبْنائِهِنَّ وَ لا إِخْوانِهِنَّ وَ لا أَبْناءِ إِخْوانِهِنَّ وَ لا أَبْناءِ أَخَواتِهِنَّ وَ لا نِسائِهِنَّ وَ لا ما مَلَکَتْ أَیْمانُهُنَّ وَٱتَّقِینَ ٱللَّهَۚ إِنَّ ٱللَّهَ کَانَ عَلَیٰ کُلِّ شَیۡءٖ شَهِیدًا (٥٥)

### برگردان فارسی
ای کسانی که ایمان آوردید به خانه‌های پیامبر داخل نشوید مگر آنکه به شما برای خوراکی اذن داده شود بدونِ آنکه به جای آن بنگرید [پیگیرِ آماده شدنِ غذا نباشید.] ولی چنانچه خوانده شدید، درآیید و هرگاه خوردید پراکنده گردید و نه اینکه به سخنی دمخور شوید. همانا این کار پیامبر را آزار می‌دهد اما او از شما حیا می‌کند و خدا از حقیقت حیا نمی‌کند. و هرگاه کالایی از آنان [زنانِ پیامبر] بخواهید، از پشتِ حجاب (پرده) بخواهید، این پاک‌تر است برای دل‌هایتان و دل‌هایشان. و نرسد شما را که فرستادهٔ خدا را آزار دهید، و نه آنکه هیچگاه با همسرانش پس از او، نکاح کنید. همانا این کار نزدِ خدا بزرگ است. (۵۳) اگر چیزی را آشکار سازید یا نهفته داریدش، به‌راستی خدا بر همه‌چیز داناست. (۵۴) بر آنان باکی نیست در پدرانشان و نه پسرانشان و نه برادرانشان و نه برادرزادگانشان و نه خواهرزادگانشان و نه زنانشان و نه آنچه دارا شد دست‌هایشان [برده یا زیردست] و از خدا پرهیز کنید که خدا بر همه‌چیز گواه است. (۵۵)

### ۴–۱– حجاب (پرده)
تا پیش از عصر اخیر، حجاب عمدتاً در معنای قرآنی آن یعنی پرده به کار می‌رفت که هفت بار در قرآن آمده است:
- «پس [سلیمان] گفت: به راستی که من مِهرِ اسب‌ها را از یادِ پروردگارم دوست‌تر داشتم تا آنکه [خورشید] در حجاب شد [و اسبان از دیدگانش پنهان شدند.]» (ص/۳۲)[۱۱۴]
- «و هیچ بشری را نرسد که خدا با وی کلامی بگوید مگر به وحی یا از پشتِ حجاب یا فرستاده‌ای فرستد که به اذنِ خداوند وحی کند هر چه او خواهد، و او والای سنجیده‌کار است.» (شوریٰ/۵۱)[۱۱۵]
- «پس [مریم] حجابی میانِ خود و دیگران آویخت. سپس روحِ خود را به سوی وی فرستادیم که برای او در بشری راست‌اندام پدیدار شد.» (مریم/۱۷)[۱۱۶]
- «و هر گاه قرآن خوانی، حجابی ناپیدا می‌آویزیم میان تو و کسانی که به آخرت ایمان نمی‌آورند.» (اسرا/۴۵)[۱۱۷]
- «…و میان ما [کافران] و تو [پیامبر] حجابی آویخته شده است…» (فُصِّلَت/۵)[۱۱۸]
- «و میان آن‌ها [بهشتیان و دوزخیان] حجابی آویخته شده است…» (اعراف/۴۶)[۱۱۹]
- «…هرگاه کالایی از آنان [زنان پیامبر] بخواهید، از پشتِ حجاب بخواهید…» (احزاب/۵۳)

عارفان نیز حجاب را در معنای پرده به کار می‌بردند:
- مِی خور که صد گناه ز اَغیار در حجاب / بهتر ز طاعتی که به روی و ریا کنند (حافظ)
- گرچه حجاب تو برون از حد است / هیچ حجابیت چو پندار نیست / پردهٔ پندار بسوز و بدانک / در دو جهانت بِه از این کار نیست (عطار)[۱۲۰]

و علی‌الخصوص فقیهان برای پوشش اسلامی از کلمهٔ «سِتر» و اصطلاحات «سَترِ صَلاتی» و «سَتر غیرِصلاتی» بهره می‌بردند و تا دورهٔ معاصر، واژهٔ حجاب برای زنان در اشاره به پرده‌نشینی استعمال می‌شد.

### ۴–۲– دایرهٔ پردگیان
چنان‌که از ظاهر آیات پیداست مخاطب این عبارات، مردان مهمان در خانهٔ محمد است. در تفسیر نمونه اثر مکارم شیرازی آمده است:
منظور از حجاب در این آیه پوششِ زنان نیست، بلکه حکمی اضافه بر آن است که مخصوصِ همسرانِ پیامبر ص بوده و آن اینکه مردم موظف بودند به خاطرِ شرایطِ خاصِ همسرانِ پیامبر ص هرگاه می‌خواهند چیزی از آنان بگیرند از پشتِ پرده باشد، و آنها حتی با پوششِ اسلامی در برابرِ مردم در این‌گونه موارد ظاهر نشوند، البته این حکم دربارهٔ زنانِ دیگر وارد نشده، و در آنها تنها رعایتِ پوشش کافی است. [...] بنابراین اسلام به زنانِ مسلمان دستورِ پرده‌نشینی نداده، و تعبیرِ پردگیان در موردِ زنان و تعبیراتی شبیه به این جنبهٔ اسلامی ندارد.
با این حال گذشته از تفسیر متأخّر یادشده، در تاریخ اسلام این آیه دست‌آویزی برای پرده‌نشینی همهٔ زنان بوده است؛ به گونه‌ای که علاوه بر بدن زن، موها و صدای او نیز عورت شمرده می‌شد. در نتیجه زنان جز در موارد استثنایی همچون بیماری و گواهی دادن در دادگاه، حتی اجازهٔ بیرون رفتن از خانه را نیز نداشتند. روی هم رفته، محور اصلی بحث فقها نه پوشش، بلکه خانه‌نشینی زنان بوده و به همین دلیل در کتب فقهی، پوشش زنان در ذیل مباحث نماز و نکاح مطرح شده است.

### ۴–۳– منع ابدی نکاح (آمیزش) با همسران محمد
برای واژهٔ نکاح هر دو معنای آمیزش جنسی و آمیزش عاطفی ذکر شده است. شیخ طَبرِسی (زادهٔ ۴۵۴ه‍.ش/۱۰۷۵م) در تفسیر مجمع‌البیان چنین می‌نویسد:
نکاح به معنای عقد و عملِ آمیزش آمده ولی بعضی می‌گویند که اصلِ آن به معنای عملِ آمیزش است و چون در موردِ عقد، زیاد استعمال شده لذا اکنون همان معنای عقد از آن فهمیده می‌شود.
دربارهٔ شیوهٔ برخورد بعضی از مسلمانان با زنان پیامبر اسلام و سبب پرده‌نشینی همسران وی، در آیات و روایات دیگر اشاراتی شده است. در مورد آیهٔ ماقبل ([ای پیامبر] از این پس زنانِ [دیگر] برای تو حلال نیست، و نه اینکه آنان را با همسرانی بَدَل سِتانی گرچه زیباییِ آنان تو را به شگفت آوَرَد؛ مگر آنچه دستت دارا شد [برده یا زیردست]…) روایتی بدین شرح آورده‌اند که مسلمانی به خانهٔ پیامبر آمده و بدون اجازه در حُجرهٔ عایشه داخل گردید و سپس خطاب به محمد، خواستار نکاح بَدَل و مبادلهٔ عایشه با زن خود برای آمیزش جنسی شد. پیامبر رنجید و گفت این عمل حرام شده است. ابوالفتوح رازی (زادهٔ ۴۵۶ه‍.ش/۱۰۷۷م) در باب این مسئله می‌نویسد:
عبداللّه بن زید گفت: عرب در جاهلیّت مبادلت کردندی به زنان، این شبی زنِ او را بِبُردی و آن‌دیگر به بَدَلِ او زنِ او را ببردی. خدای تعالی گفت: این معنی حلال نیست و اگرچه حُسنِ ایشان تو را به عجب آرَد، الّا در حقِّ پرستاران [کنیزان] که اگر خواهی تا پرستارِ خود بدهی و پرستارِ او بستانی بر طریقِ مُعاوِضه و معارضه یا بر طریقِ اِباحَت، روا باشد یا بر سَبیلِ هِبه. عطاء بن یسار گفت از ابوهُرَیره که: در جاهلیّة عادت بودی که یکدیگر را گفتندی که: انزل الیّ عن امرأتک انزل لک عن امرأتی: من نزول کنم برای تو از اهلِ خود، تو نیز نزول کن برای من از اهلت. و این معنیِ مبادله است که گفتیم. خدای تعالی این آیت فرستاد و این حُکم حرام کرد و نهی کرد از او. یک روز عُیَینَة بن حصین در پیشِ رسول شد، و او در حجرهٔ عایشه بود؛ بی دستوری [بدون اجازه]. رسول گفت: یا عُیَینه چرا دستوری نخواستی؟ گفت: یا رسول اللّه! من هرگز دستوری نخواستم بر هیچ مرد از قبیلهٔ مضر، آنگَه گفت: این سرخک کیست در پهلوی تو نشسته؟ گفت: این عایشه است. عُیَینه گفت: أَ فَلاَ أَنْزِلُ لَکَ عَنْ أَحْسَنِ الْخَلْقِ: خواهی که من فرود آیم بر تو از نیکوترین خَلقانِ خدای؟ رسول – علیه السّلام – گفت: خدای تعالی این معنی حرام کرد. چون بیرون شد عایشه گفت: این کیست؟ رسول گفت: هذا أَحمَقُ مُطاعٌ وَ إِنَّهُ عَلی ما تَرَینَ سَیِّدُ قَومِهِ: این احمقی‌است مُطاع و سیّدِ قومِ خود است با این حماقت که می‌بینی.

### ۴–۴– حیا (شرم/ترس/ترک)
حیا به سه معنی شرم و ترس و تَرک، تعبیر شده و در قرآن جز یک مورد در معنای جنسی به کار نرفته است که در آن نیز اشاره‌ای به حجاب یا تصریحی در مسئلهٔ جنسی ندارد:
- حیای صفورا دختر شُعَیب از موسی که بعداً همسر وی شد: «پس بیامد یکی از آن دو زن که با حیایی روان بود و گفت: پدرم تو را می‌خوانَد…» (قصص/۲۵)[۱۴۶]
- ‏حیای پیامبر اسلام از بیرون کردن میهمانان (احزاب/۵۳)
- ‏عدم حیای خدا از داستان آوردن و گفتن حقیقت (بقره/۲۶[۴۵] و احزاب/۵۳)
- ‏در آیاتی چند، به اِستِحیای زنان بنی‌اسرائیل یعنی زنده نگه داشتن آن زن‌ها برای بهره‌کشی پس از کشتن مردانشان به دست فرعون اشاره شده است[۱۴۷][۱۴۸][۱۴۹][۱۵۰][۱۵۱] اما گروهی نیز برآنند که به معنای سلب حیا از زنان بنی‌اسرائیل می‌باشد.

### ۴–۵– شهوت (خواستنی)
واژهٔ دیگری که معمولاً در پیرامون حجاب و حیا به کار می‌رود، شهوت است. در قرآن شهوت و هم‌خانواده‌هایش شش بار دربارهٔ بهره‌گیری از نعمت‌های بهشتی در معنایی مثبت یا خنثی آمده اما در هفت مورد زیر بار منفی داشته و نکوهش شده است:
- زینت یافتن شهوات زندگی دنیا برای مردم با ذکر مصادیق: زنان، فرزندان (پسر)، قَنطار قنطار طلا و نقره، اسب‌های نشان‌دار، چهارپایان دامی و کشتزارها (آل عمران/۱۴)[۱۵۳]
- ‏نسبت دادن داشتن دختر به خداوند بر اساس شهوت کافران در خوارداشت فرزند دختر و گرامیداشت فرزند پسر (نحل/۵۷–۵۸)[۱۵۴]
- شهوت جنسی در همجنس‌گرایی مردانهٔ قوم لوط (نمل/۵۵[۱۵۵] و اعراف/۸۱[۱۵۶])
- ‏ضایع کردن نماز با پیروی شهوت‌ها، بدون تعیین مصداق (مریم/۵۹)[۱۵۷]
- ‏تضاد پذیرش توبه با دنباله‌روی شهوات، بدون تعیین مصداق (نسا/۲۷)[۱۵۸]
- ‏جدایی میان کافران و شهوت‌هایشان در آخرت، بدون تعیین مصداق (سبا/۵۴)[۱۵۹]

محمدتقی مصباح یزدی در این باره می‌گوید:
 شهوت در لغت به معنای میل است و اشتها نیز از همین ماده است. این معنا فی حد نفسه نه بارِ منفی دارد و نه بارِ مثبت و ارزش یافتنِ آن بستگی دارد به اینکه در چه مقامی و با چه انگیزه‌ای تحقق پیدا کند… ولی در عرف غالباً شهوت در جایی گفته می‌شود که میل به اندامی از اندام‌های انسان – به‌خصوص شکمِ او – مربوط باشد. به همین جهت، میل به مناجات با خدا را شهوت نمی‌گویند… در قرآن کریم می‌فرماید… در دنیا برای مردم علاقه به شهواتی از قبیلِ زن، فرزند، طلا، نقره و غیره زینت داده شده است، ولی این طلاها، نقره‌ها، اسب‌های سواریِ زیبا و غیره ابزارهای زندگیِ دنیاست. سرانجامِ نیک و بازگشتگاهِ بهتر نزد خداست. انسان باید بفهمد که لذّت‌های دنیا زودگذر است؛ اگر انسان بدان دلبستگی پیدا کند او را از سعادت بازمی‌دارد.

### ۴–۶– محارم پرده‌نشینی
در میان محارم پرده‌نشینی زنان محمد – یعنی کسانی که حرمتی نداشته بی‌پرده با زنان وی معاشرت کنند – نامی از پدرشوهر و ناپسری و داماد و پدر رِضاعی (همشیر) و برادر رضاعی و برادرزاده و عمو و دایی نیست در حالی که در آیات ۲۲ و ۲۳ سورهٔ نسا در فهرست محارم نکاح به تلویح و تصریح آمده‌اند؛ چرا که برای نمونه محمد در آن زمان، پسر و پدری نداشته تا زنانش از پرده‌نشینی در برابر آنها معاف شوند گرچه در فهرست محارم سورهٔ نسا آمده باشند.

## ۵– احزاب، ۵۸ تا ۶۱ (زن‌آزاری)

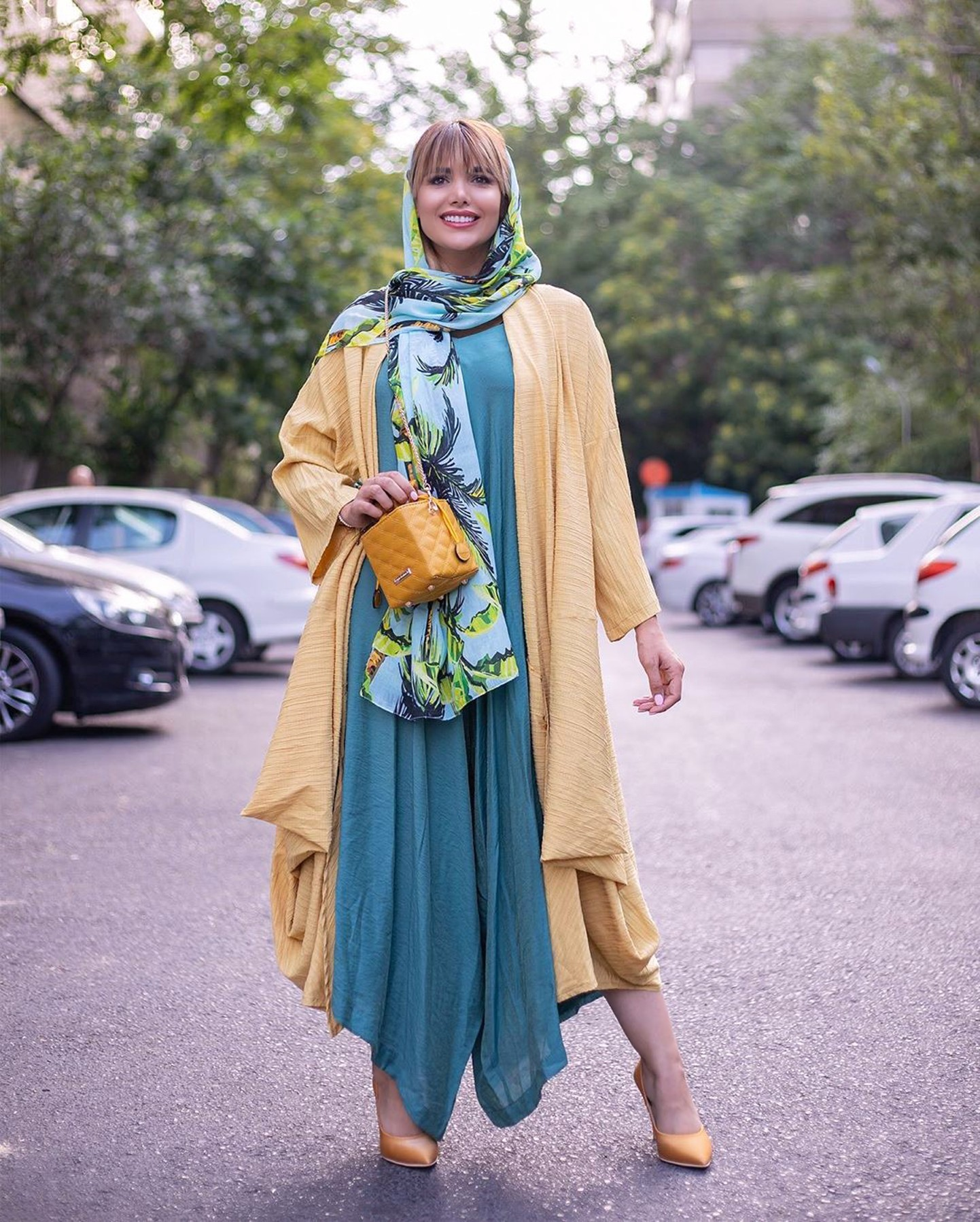
زنی با روپوش جلوباز و رو-سریِ شال در سال ۱۳۹۹ که نمونه‌ای از بدحجابی در ایرانِ دههٔ نود خورشیدی اما مقبول در دههٔ صفر است. این پوشش در هر حال، ممنوع برای کارکنان نهادهای دولتی است.

### متن عربی
وَ الَّذِینَ یُؤْذُونَ الْمُؤْمِنِینَ وَ الْمُؤْمِنٰاتِ بِغَیْرِ مَا اکْتَسَبُوا فَقَدِ احْتَمَلُوا بُهْتٰاناً وَ إِثْماً مُبِیناً (٥٨) یَا أَیُّهَا النَّبِیُّ قُل لِّأَزْوَاجِکَ وَبَنَاتِکَ وَنِسَاءِ الْمُؤْمِنِینَ یُدْنِینَ عَلَیْهِنَّ مِن جَلَابِیبِهِنَّ ذٰلِکَ أَدْنَیٰ أَن یُعْرَفْنَ فَلَا یُؤْذَیْنَ وَکَانَ اللَّهُ غَفُورًا رَّحِیمًا (٥٩) لَّئِن لَّمْ یَنتَهِ الْمُنَافِقُونَ وَالَّذِینَ فِی قُلُوبِهِم مَّرَضٌ وَالْمُرْجِفُونَ فِی الْمَدِینَةِ لَنُغْرِیَنَّکَ بِهِمْ ثُمَّ لَا یُجَاوِرُونَکَ فِیهَا إِلَّا قَلِیلًا (٦٠) مَّلْعُونِینَ أَیْنَمَا ثُقِفُوا أُخِذُوا وَقُتِّلُوا تَقْتِیلًا (٦١)

### برگردان فارسی
و کسانی که مردانِ مؤمن و زنانِ مؤمن را برای آنچه نکردند آزار می‌دهند، پس بی‌گمان بارِ بُهتان و گناهی آشکار را به دوش کشیده‌اند. (۵۸) ای پیامبر بگو به همسرانت و دخترانت و زن‌های مؤمنان که از پوشش‌های خویش بر خود نزدیک کنند [یا: پایین افکنند]، این نزدیک‌تر است بدان‌که شناخته شوند، پس آزار نشوند، و خدا آمرزندهٔ مهربان است. (۵۹) اگر منافقان و کسانی که در دل‌هایشان بیماری‌است و اراجیف‌گویان در شهر، کوتاه نیایند همانا تو را بر آنان برمی‌انگیزیم سپس جز اندکی همسایگی‌ات نکنند. (۶۰) رانده‌شدگان هرکجا یافته شوند دستگیر شده و چنان‌که باید و شاید، کشته می‌شوند. (۶۱)

### ۵–۱– تمایز ایمان و اسلام
قرآن در آیاتی چند، میان ایمان (گِرَوِش) و اسلام (تسلیم شدن) و نتیجتاً مؤمن (گرونده) و مسلمان (تسلیم‌شده) – به خدا – قائل به تمییز شده است:
اعراب گفتند ایمان آوردیم. بگو هرگز ایمان نیاوردید، ولی بگویید اسلام آوردیم. و هنوز ایمان درونِ دل‌هایتان نشده است. و اگر خدا و پیامبرش را فرمان بَرید از کرده‌هایتان چیزی کم نمی‌کند…— آیهٔ ۱۴ سورهٔ حُجُرات
همچنین از صادق آورده‌اند که «ایمان، اقرار است و عمل، و اسلام اقرار است بدونِ عمل.» در نتیجه بر مبنای این تمایز و تکیه بر ظاهر کلام، آیات یادشده اگر گفته نشود فقط مؤمنان زمانهٔ پیامبر اسلام، حداکثر زنان و دختران پیامبر و زنان مؤمنان (نساء المؤمنین) را مخاطب قرار داده است در حالی که قرآن هنگام خطاب به عموم مسلمانان، نه واژهٔ «مؤمنین» بلکه عبارت «یا ایها الذین ءامنوا: ای کسانی که ایمان آوردید» را به کار برده است:
ای کسانی که ایمان آوردید، ایمان آورید به خدا و فرستاده‌اش و کتابی که فرو فرستاد بر فرستاده‌اش و کتابی که از پیش فرو فرستاد. و هرکس به خدا و فرشتگانش و کتاب‌هایش و فرستادگانش و روزِ بازپسین کفر بورزد پس بی‌گمان گم‌راه شد در راهی دور.— آیهٔ ۱۳۶ سورهٔ نسا
همانا کسانی که ایمان آوردند و کسانی که یهودی شدند و مسیحیان و صابئان [؛] هرکس به خدا و روزِ بازپسین ایمان آورد و عملِ صالح به جا آورد، پس پاداشِ آنها نزدِ پروردگارشان است و نه ترسی بر ایشان است و نه محزون می‌شوند.— آیهٔ ۶۲ سورهٔ بقره
در مقابل گفته شده که اسلام همواره به معنای اقرار زبانی یا مرتبه‌ای نازل نیامده و در بعضی از آیات، مرتبه‌ای از اقرار و عمل را داشته و ستایش شده و نام همهٔ ادیان است:
ابراهیم فرزندان خود را بدان وصیت کرد و نیز یعقوب: ای فرزندانم، بی‌گمان خدا برایتان دین را برگزید پس مبادا بمیرید مگر آنکه مسلمان باشید.— آیهٔ ۱۳۲ سورهٔ بقره
بنا بر این دیدگاه اخیر، واژگان مسلمان و مؤمن نیز با توجه به نوع کاربردشان در هر یک از آیات، در برخی موارد می‌توانند مترادف همدیگر تلقی شود. به هر روی، در فقه تشیع، مؤمن به فرد شیعه، و مسلمان یا مخالف به فرد سنّی گفته می‌شود و به‌طور کلی فقهای شیعه و سنّی تمایزی میان مؤمن و مسلم از جهت احکام اسلامی قائل نشده‌اند.

### ۵–۲– جِلباب (پوشش)
مطهری در کتاب مسئلهٔ حجاب پس از بررسی روایات و احادیث گوناگون و با تأکید بر ابهام معنای واژهٔ جِلباب و دلالت آن بر انواع پوشش، در این باره چنین نتیجه می‌گیرد:
چنان‌که ملاحظه می‌فرمایید معنیِ جِلباب [یا جَلباب] از نظرِ مفسران چندان روشن نیست. آنچه صحیح‌تر به نظر می‌رسد این است که در اصلِ لغت، کلمهٔ جِلباب شاملِ هر جامهٔ وسیع می‌شده است ولی غالباً در موردِ روسری‌هایی که از چارقد بزرگتر و از ردا کوچکتر بوده است به کار می‌رفته است. [...] معنیِ لغویِ نزدیک ساختنِ چیزی، پوشانیدن با آن نیست بلکه از مورد چنین استفاده می‌شود؛ وقتی که به زن بگویند ″جامه‌ات را به خود نزدیک کن″ مقصود این است که آن را رها نکن، آن را جمع و جور کن، آن را بی‌اثر و بی‌خاصیت رها نکن و خود را با آن بپوشان.

### ۵–۳– دست‌درازی به زنان
مفسران، شأن نزولی را نقل می‌کنند که سبب فرستادن آیه را آزارِ زنانِ آزاد به دست بیماردلان دانسته است. در آن زمان، زنان آزاد و کنیزان، هنگام شب به دستشویی می‌رفتند که همانند گرمابه عمومی بوده و در بیرون از خانه‌ها قرار داشت و آزارگران در این حین به آنان دست‌درازی می‌کردند. با پوشش مذکور، زنان مسلمان آزاد از کنیزان (زنان برده اعم از مسلمان و نامسلمان) متمایز شدند تا از تعرّض مصون بمانند. مطابق فقه اسلامی زنِ برده حتی اگر مسلمان هم باشد، نباید محجبه بشود و به‌ویژه حق ندارد موی خود را بپوشانَد گرچه بعضی از احادیث مبنی بر استحباب حجاب کنیز است؛ یعنی وی مختار است که با حجاب یا بدون آن ظاهر شود. با این همه با عدم اشارهٔ آیات به جدایی از کنیزان، برخی تمایز یادشده را مطلق و در جهت حذف آزار جنسی با بهانه‌هایی همچون نشناختن هویت زنان در تاریکی و منصرف به جدایی زنان متمایل به این گونه روابط جنسی و زنان کناره‌جو از این نوع روابط می‌دانند اعم از اینکه برده یا آزاد بوده باشند. ابوالفتوح رازی (زادهٔ ۴۵۶ه‍.ش/۱۰۷۷م) دربارهٔ تمایز آزادان از بردگان چنین آورده است:
مراد، جماعتی مُتَهَتِّکان بودند که به شب بیرون آمدندی و دنبالِ زنان و پرستاران [کنیزان] داشتندی چون ایشان به قضا حاجتی رفتندی انگشت در ایشان زدندی اگر بایستادندی مقصودِ خود از ایشان حاصل کردندی و اگر زجر کردندی ایشان را بگریختندی. زنان این شکایت با مردان بگفتند، مردان با رسول بگفتند، خدای این آیت فرستاد. [...] پرستاری به عمرِ خطّاب بگذشت روی‌بازپوشیده، عمر او را به دِرّه [تازیانه] بِزَد و گفت: یا لَکاع! [فرومایه!] مانندگی می‌کنی به آزادان؟ آنگَه گفت: لَئِنْ لَمْ یَنْتَهِ الْمُنٰافِقُونَ، گفت: اگر چنان‌که منافقان بازنایستند و آنان که در دل ایشان بیماری‌است از تهمت و ریبَت و فجور، یعنی زانیان.
طباطبایی در المیزان با اشاره به شأن نزول یادشده می‌نویسد:
ذٰلِکَ أَدْنَیٰ أَن یُعْرَفْنَ فَلَا یُؤْذَیْنَ، یعنی پوشاندنِ همهٔ بدن به شناخته شدن به اینکه اهلِ عفت و حجاب و صلاح و سَدادند، نزدیک‌تر است. در نتیجه وقتی به این عنوان شناخته شدند، دیگر اذیت نمی‌شوند، یعنی اهلِ فسق و فجور متعرّضِ آنان نمی‌گردند. بعضی از مفسرین در معنای آن گفته‌اند: این پوشیدگی، نزدیک‌تر بودنِ ایشان به مسلمان بودن و آزاد بودن را می‌شناساند چون زنانِ غیرمسلمان و نیز کنیزان در آن دوره حجاب نداشتند و حجاب علامتِ زنانِ مسلمان بود و در نتیجه کسی متعرضِ آنان نمی‌شد و حتی کسی نمی‌پنداشت که ایشان کنیز یا غیرمسلمانند و از ملتِ یهود و نصاری هستند، لیکن معنای اول به ذهن نزدیک‌تر است.
بعضی با استناد به معنای دیگر یُدنِین (پایین افکنند) نشناختن هویت زنان پاکدامن را به دلیل عرف زنان آن زمان در استفاده از روسری و پوشاندن چهره هنگام رفتن به دستشویی همگانی می‌دانند که بدین‌سبب بهانه به دست بیماردلان افتاده و هر زنی را با ادعای اینکه گمان کردند فلان زن است آزار می‌دادند، بنابراین در آیه خواسته شده که پوشش چهره و سر خود را بر بدن خود فرو افکنند تا کاملاً شناخته شوند و این بهانه خنثی گردد.
شماری از فقها نیز – به‌ویژه از اهل سنت – این آیه را دال بر وجوب پوشاندن همهٔ وجود زن به استثنای یک یا دو چشمِ بدون آرایش دانسته‌اند تا بدین‌سان با افکندن دنبالهٔ روسری روی چهره و پوشاندن صورت، به پاک‌دامنی شناخته شده و آزار نشوند.

### ۵–۴– پیوند آیات پایانی
بعضی از فقها ارتباطی میان آیات ۶۰ و ۶۱ («اگر منافقان» به بعد) با آیهٔ ۵۹ قائل نشده‌اند و آن دو را آیاتی مستقل می‌دانند اما برخی دیگر – از جمله مکارم شیرازی در کتاب النکاح – بر پیوستگی آیات تصریح کرده‌اند:
این آیه نازل شد که زنان ترتیبی دهند تا شناخته شوند که کنیز نیستند تا فُسّاق و فُجّار جرأت نداشته باشند به آنها جسارت کنند، قرآن به همین اکتفا نکرده و در آیات بعد منافقین و فجّار و فسّاق را به شدیدترین لحن تهدید کرد: [متن آیات ۶۰ و ۶۱ احزاب] وقتی این آیه نازل شد همه فهمیدند که مسئله جدی‌است و مجازات سختی برای آنها تعیین شده است.
مطهری نیز در کتاب مسئلهٔ حجاب چنین تفسیر می‌کند:
آیهٔ سورهٔ احزاب را مخصوصِ موردی می‌دانسته‌اند که زنِ آزاد یا مطلقِ زن، موردِ مزاحمتِ افرادِ ولگرد قرار می‌گرفته است [...] افرادی که در کوچه‌ها و خیابان‌ها مزاحمِ زنان می‌گردند از نظرِ قانونِ اسلام مستحقِ مجازاتِ سخت و شدیدی می‌باشند. تنها مثلاً آن‌ها را به کلانتری جلب کردن و تراشیدنِ سرِ آن‌ها کافی نیست، بسیار سخت‌تر باید مجازات شوند. قرآن می‌فرماید: [متن آیات ۶۰ و ۶۱ احزاب] یعنی اگر این‌ها دست از عملِ زشتِ خود برندارند تو را فرمان می‌دهیم که به آن‌ها حمله بری که دیگر جز اندکی در پناهِ تو نخواهند بود.

## ۶– نور، ۲۷ تا ۳۱ (الزام اندام‌پوشی)

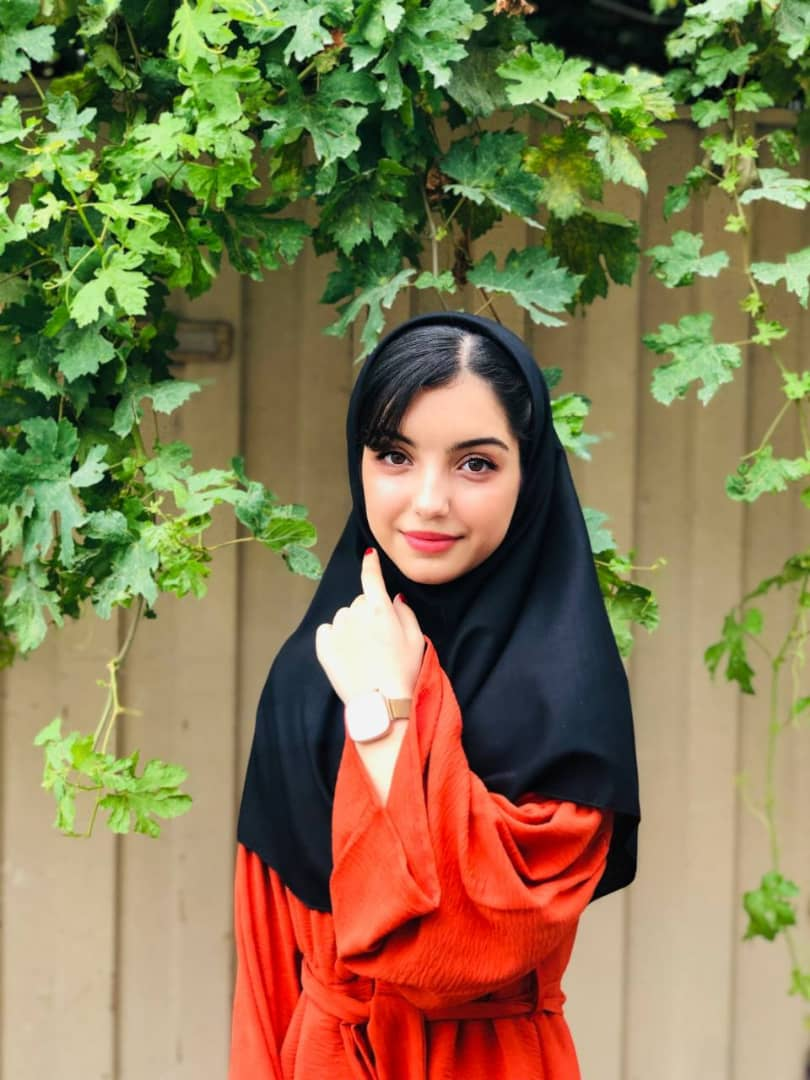
دختری با رو-سریِ مقنعه و روپوش که در کنار چادر ملهم از خِمار و جِلباب بوده و پوشش رسمی نهادهای دولتی ایران از جمله سازمان‌ها و اکثر دانشگاه‌هاست.

### متن عربی
یا أَیُّهَا الَّذینَ آمَنُوا لا تَدْخُلُوا بُیُوتاً غَیْرَ بُیُوتِکُمْ حَتَّی تَسْتَأْنِسُوا وَ تُسَلِّمُوا عَلی أَهْلِها ذلِکُمْ خَیْرٌ لَکُمْ لَعَلَّکُمْ تَذَکَّرُونَ (۲۷) فَإِنْ لَمْ تَجِدُوا فیها أَحَداً فَلا تَدْخُلُوها حَتَّی یُؤْذَنَ لَکُمْ وَ إِنْ قیلَ لَکُمُ ارْجِعُوا فَارْجِعُوا هُوَ أَزْکی لَکُمْ وَ اللَّهُ بِما تَعْمَلُونَ عَلیمٌ (۲۸) لَیْسَ عَلَیْکُمْ جُناحٌ أَنْ تَدْخُلُوا بُیُوتاً غَیْرَ مَسْکُونَةٍ فیها مَتاعٌ لَکُمْ وَ اللَّهُ یَعْلَمُ ما تُبْدُونَ وَ ما تَکْتُمُونَ (۲۹) قُلْ لِلْمُؤْمِنِینَ یَغُضُّوا مِنْ أَبْصَارِهِمْ وَیَحْفَظُوا فُرُوجَهُمْ ۚ ذٰلِکَ أَزْکَیٰ لَهُمْ ۗ إِنَّ اللَّهَ خَبِیرٌ بِمَا یَصْنَعُونَ (۳۰) وَقُلْ لِلْمُؤْمِنَاتِ یَغْضُضْنَ مِنْ أَبْصَارِهِنَّ وَیَحْفَظْنَ فُرُوجَهُنَّ وَلَا یُبْدِینَ زِینَتَهُنَّ إِلَّا مَا ظَهَرَ مِنْهَا ۖ وَلْیَضْرِبْنَ بِخُمُرِهِنَّ عَلَیٰ جُیُوبِهِنَّ ۖ وَلَا یُبْدِینَ زِینَتَهُنَّ إِلَّا لِبُعُولَتِهِنَّ أَوْ آبَائِهِنَّ أَوْ آبَاءِ بُعُولَتِهِنَّ أَوْ أَبْنَائِهِنَّ أَوْ أَبْنَاءِ بُعُولَتِهِنَّ أَوْ إِخْوَانِهِنَّ أَوْ بَنِی إِخْوَانِهِنَّ أَوْ بَنِی أَخَوَاتِهِنَّ أَوْ نِسَائِهِنَّ أَوْ مَا مَلَکَتْ أَیْمَانُهُنَّ أَوِ التَّابِعِینَ غَیْرِ أُولِی الْإِرْبَةِ مِنَ الرِّجَالِ أَوِ الطِّفْلِ الَّذِینَ لَمْ یَظْهَرُوا عَلَیٰ عَوْرَاتِ النِّسَاءِ ۖ وَلَا یَضْرِبْنَ بِأَرْجُلِهِنَّ لِیُعْلَمَ مَا یُخْفِینَ مِنْ زِینَتِهِنَّ وَتُوبُوٓاْ إِلَی ٱللَّهِ جَمِیعًا أَیُّهَ ٱلۡمُؤۡمِنُونَ لَعَلَّکُمۡ تُفۡلِحُونَ (۳۱)

### برگردان فارسی
ای کسانی که ایمان آوردید به خانه‌هایی غیر از خانه‌های خود داخل نشوید تا آنکه همدم گردید و سلام کنید بر اهلش، این برایتان بهتر است شاید که یادآور شوید. (۲۷) و اگر در آن‌ها هیچ‌کسی را نیافتید داخل نشوید تا اذن داده شوید. و اگر به شما گفته شد که برگردید، پس برگردید، این برایتان پاکیزه‌تر است و خدا به آنچه عمل می‌کنید داناست. (۲۸) باکی بر شما نیست که به خانه‌های غیرِمسکونی درآیید که برایتان بهره‌ای در آن‌هاست و خدا می‌داند آنچه را آشکار می‌کنید و آنچه را پنهان می‌دارید. (۲۹)
به مردانِ مؤمن بگو چشم‌های خود را فروپوشند و شرمگاه‌های خود را نگاه دارند، این برایشان پاکیزه‌تر است، همانا خدا آگاه است به آنچه می‌کنند. (۳۰)
و به زنانِ مؤمن بگو چشم‌های خود را فروپوشند و شرمگاه‌های خود را نگاه دارند و اندامِ خویش را آشکار نسازند، مگر آنچه از آن پیداست، و روسری‌های خویش را به سینه‌هایشان بزنند.
اندامِ خویش را آشکار نسازند مگر به شوهرانشان یا پدرانشان یا پدرانِ شوهرانشان یا پسرانشان یا پسرانِ شوهرانشان یا برادرانشان یا برادرزادگانشان یا خواهرزادگانشان یا زنانشان یا آنچه دارا شد دست‌هایشان یا پِی‌روانی از مردان که نیازِ شدید ندارند یا کودکان؛ کسانی که بر عورت‌های زنان چیره نشده‌اند. و [زنان] پاهایشان را برای اینکه از اندامِ خویش آنچه نهفته دارند دانسته شود، [بر زمین] نزنند.

و همگان بازگشت کنید به سوی خدا ای مؤمنان؛ شاید که رستگار شوید. (۳۱)

### ۶–۱– اجازه‌گیری برای ورود به خانه
در آثار کسانی همچون مکارم شیرازی و شیخ طَبرِسی به روایتی دربارهٔ اِستیذان اشاره شده است:
در روایت است که مردی خدمتِ پیامبر عرض کرد: از مادرم هم اجازه بگیرم؟ فرمود: آری. گفت: او به جز من خادمی ندارد. آیا باید از او اجازه بگیرم؟ فرمود: آیا میل داری او را عریان ببینی؟ مرد جواب داد: نه. فرمود: پس اجازه بگیر.
ملا فتح‌الله کاشانی (درگذشتهٔ ۹۵۹ه‍.ش/۱۵۸۰م) پس از نقل بازگفت یادشده در تفسیر منهج الصادقین می‌نویسد:
در روایت آمده که عادتِ جاهلیت آن بود که چون شخصی خواستی که به خانهٔ دیگری درآید گفتی (حییتم صباحا و مساء) و بی‌اجازت درآمدی و بسا بودی که مرد با زنِ خود مباشرت کردی، وی بر ایشان درآمدی.

### ۶–۲– حجاب به اعتبار مکان
بسیاری از فقها همچون طباطبایی در المیزان، متاع را به معنای مطلقِ «بهره» و مصادیق بیت غیرِمسکونی را عبارت از «بیتُ الخَلا (دستشویی)» که معمولاً در ویرانه‌های بیرون از شهر قرار داشت و «گرمابه» و «خرابه» و «کاروان‌سرا» و «مهمان‌سرا» و «بازار» و «آسیا» دانسته‌اند. برخی از پژوهشگران، بر دستشویی و گرمابه تأکید دارند که در آن‌ها بدون هیچ شرمی همان پوشیدگی ناچیز بدن نیز تبدیل به عریانی کامل می‌گشت و ترکیب این برهنگی همگانی و مختلط با نمایش نشستن و شستن و تطهیر اندام‌های تحریک‌پذیر، برانگیختگی جنسی را ممکن بود به اوج رسانده و به زنا یا آزار جنسی منجر شود اما به سبب اینکه استفاده از دستشویی و حمام امری ناگزیر بوده این اجازه داده شده است. بنا بر آنچه گذشت، احتمال داده شده که دستورهای آیات پسین (۳۰ و ۳۱ نور) دربارهٔ نگه داشتن شرمگاه و نگاه نکردن به عورت دیگران و پوشاندن اندام زنان، ناظر به امثالِ این دو مکان عمومی باشد تا مسائل جنسی یادشده خنثی گردد.

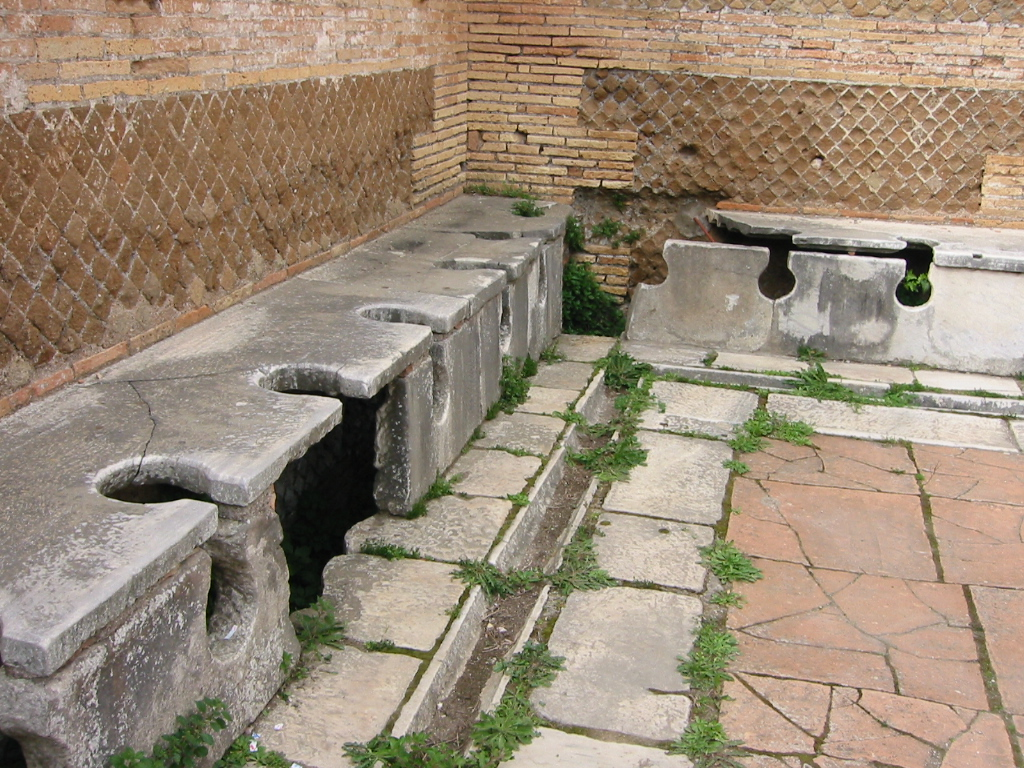
دستشویی‌های همگانی ٱستیا آنتیکا در شاهنشاهی روم

قرآن بارها خود را تصدیق‌کنندهٔ تورات و انجیل و زبور داوود و صحف ابراهیم دانسته است:
 کتاب [قرآن] را به حق بر تو فرو فرستاد، تصدیق‌کنندهٔ آنچه پیش [از] اوست، و فرو فرستاد تورات و انجیل را برای هدایتِ مردم…— آیات ۳ و ۴ سورهٔ آل عمران
و باورمندان همهٔ ادیانی که پیش از ظهور محمد زیسته‌اند مسلمان و دینشان را اسلام – در معنای تسلیم به حق – می‌نامد؛ از ابراهیم تا عیسی:
 ای اهلِ کتاب چرا با ما بر سر ابراهیم می‌ستیزید؟ حال آن که تورات و انجیل فرو فرستاده نشد مگر پس از ابراهیم؛ آیا تعقل نمی‌کنید؟ […] ابراهیم نه یهودی بود و نه مسیحی بلکه یکتاپرستی مسلمان بود و از مشرکان نبود.— آیات ۶۵ و ۶۷ سورهٔ آل عمران
آن‌گاه که عیسی از ایشان احساسِ کفر کرد، گفت: یارانِ من به سوی خدا کیستند؟ حواریون گفتند: ماییم انصارالله و به خدا ایمان آوردیم و تو گواه باش که مسلمان هستیم.— آیهٔ ۵۲ سورهٔ آل عمران
بنابراین با تصدیق کتب مقدس موجود در پیش اهل کتابی که در سرزمین پیدایش اسلام ساکن بودند، تا حدود سدهٔ پنجم هجری اعتقاد به تحریف لفظی تورات و انجیل (افزودن و کاستن و تغییر آیات آن‌ها) در میان مسلمانان غالب نشده بود اما زان‌پس با گسترش ترجمهٔ عهدین به عربی و نظر به تضاد آشکار مفادی از آنها با قرآن و سنت، و نیز اینکه در قرآن تنها از یک انجیل نام برده شده اما در میان اهل کتاب، اناجیل گوناگون موجود است، اعتقاد به تحریف لفظی جایگزین باور به تحریف معنوی شد و همهٔ آیات قرآن که پیش از آن دلالت بر تحریف معنای آیات انجیل و تورات – و نه تغییر کلمات آنها – داشتند به تحریف لفظی نیز تفسیر گردیدند. افزون بر امتزاج فرهنگی، بخشی از تشابه احکام اسلامی با دو دین دیگر سامی یعنی یهودیت و مسیحیت نیز حاصل این تصدیق و دعوت قرآن به تورات و انجیل دانسته شده است. دربارهٔ بیوت غیرمسکونه اشاره‌ای در تَلمود – که به تورات شفاهی نامور است – به چشم می‌خورد:
 رَبّی عقیوا گفت: یک مرتبه با ربّی یهوشوع وارد آبریزگاه (دستشوییِ عمومی) شدم و سه چیز از او آموختم: آموختم که باید رو به شمال و جنوب قضای حاجت کرد؛ باید نشسته عورت را مکشوف کرد؛ باید با دستِ چپ خود را پاک کرد. بن عزّای گفت: آیا اینقدر به استادِ خود گستاخ بودی؟ پاسخ داد: این تورات است و باید بیاموزم…— تلمود، براخوت: ۶۲ الف
در عبری به آبریزگاه‌های رومی، «بیت کیسّه» گفته می‌شود که به معنای «صندلی‌خانه» است و ممکن است وجه تشابهی با «بیت غیرمسکونه» در عربی داشته باشد که نظریهٔ وجوب رعایت حدود حجاب مذکور در آیات ۳۰ و ۳۱ سورهٔ نور در صورت حضور در جایگاه همگانی همچون گرمابه یا بیتُ الخَلا (دستشویی) را تقویت می‌کند که برهنگی کامل از ویژگی‌های آن‌ها بوده است.

### ۶–۳– غَضِّ بَصَر (چشم فروپوشیدن)
آورده‌اند که به معنای خودداری از نگاه کردن به فَرْج یا شرمگاه دیگران است. اما بعضی از فقها همچون مطهری در کتاب مسئلهٔ حجاب، غَضِّ بَصَر را نهی از نگاه بادقت یا خیره شدن به گِردیِ چهره می‌دانند:
 برخی از مفسران که غَضِّ بَصَر را به معنیِ ترکِ نظر گرفته‌اند مدعی هستند که مقصود، ترکِ نظر به عورت است [… در حالی که] قطعاً متعلَّقِ غَضِّ بَصَر چهره است و بس؛ زیرا آنچه ضرورت اقتضا می‌کند همین قدر است. نگاه به غیرِ چهره (و شاید دو دست تا مچ نیز) حتی با غَضِّ بَصَر نیز جایز نیست.
با وجود این، احادیثی از چهارده معصوم شیعیان مبنی بر جواز نظر است. در اصول کافی اثر شیخ کلینی رازی (زادهٔ ۲۵۱ه‍.ش/۸۷۲م) به حدیثی از کاظم – پیشوای هفتم شیعه – اشاره شده است:
[به موسی کاظم] گفتم: من گرفتارِ نگاه به زنانِ زیبا شده‌ام و از این نگاه لذت می‌برم.
پس [وی] فرمود: ای علی اگر خداوند صداقتِ نیّتِ تو را بشناسد بیمی نیست. و از زنا برحذر باش که برکت را از میان می‌برد و دین را نابود می‌کند.

### ۶–۴– حفظ فَرْج (نگاه داشتن شرمگاه)
- «فَرج» در لغت به معنای گشادگی بین دو چیز و در قرآن کنایه از آلت تناسلی مرد و زن است و در روایات و احادیث حتی به مقعد نیز اطلاق شده است.[۲۲۰]
- «عورت» به سه معنی آمده است:
  - بی‌حفاظ یا آسیب‌پذیر[ز]
  - قُبُل و دُبُر (آلت تناسلی و مقعد)
  - مابینِ پیش و پسِ ناف تا زانوها[۲۲۲][۲۲۳]
- «سَوأت» در دو معنای جسد مُرده[۴۴] و شرم‌گاه[۴۳] در قرآن استعمال شده است.[۲۲۴]

بنابراین هر سه واژه به شرمجای انسان اشاره دارند. آورده‌اند که مراد از حفظ فرج در همهٔ قرآن خودداری از زنا می‌باشد اما گروهی نیز معتقدند که استثنائاً در این آیه به معنای خودداری از نگاه کردن به فَرج است.
برخی برآنند که حرمت زنا در قرآن با هدف پیشگیری از بی‌سرپرست شدن فرزند – چه به سبب نامعلوم بودن پدر و چه به واسطهٔ طرد شدن فرزند به دلایلی همچون بارداری از تجاوز جنسی و خیانت همسر و نبود پیوند خونی – مقرر شده و به معنای آمیزش با مَحرَم و آمیزش اجباری با هرکَس و آمیزش با فرد همسردار و زنِ عِدّه‌دار و روسپی است که عادتاً عِدّه را رعایت نمی‌کرد. با وجود این در فقه، زنا تعریف گسترده‌ای داشته و طرفین در صورت عدم التزام به ۱۱ شرط قرآنی به‌علاوهٔ ۱۳ شرط فقهی ازدواج من‌جمله صرف عدم انعقاد شفاهی خطبهٔ عقد حتی چنانچه همهٔ ۲۳ شرط دیگر را مراعات کرده و مجرّد و راضی به دخول جنسی باشند، باز هم زناکار و مستحق صد تازیانه خواهند بود.
به حفظ فرج و عفت از زنا بارها در قرآن اشاره و از حافظان فرج ستایش شده است:
بی‌گمان مردان و زنان مسلمان و مردان و زنان مؤمن و مردان و زنان فرمانبُردار و مردان و زنان راستگو و مردان و زنان بردبار و مردان و زنان فروتن و مردان و زنان صدقه‌دهنده و مردان و زنان روزه‌دار و مردان نگهدارندهٔ شرمگاهشان و زنان نگهدارنده و مردان یادکنندهٔ خدا چنان‌که باید و شاید و زنان یادکننده؛ خداوند برایشان آمرزش و پاداشی بزرگ فراهم ساخته است.— آیهٔ ۳۵ سورهٔ احزاب
همچنین در سورهٔ ممتحنه خداوند یکی از شروط بیعت محمد با زنان را تن دادن به خودداری از زنا و نیز عدم انتساب جنین حاصل از زنا با مردان دیگر به شوهران خویش دانسته است.
به هر روی، اغلب فقها با استناد به روایاتی همچون حدیث «زنان، درمانده و عورت هستند پس عورت بودنشان را با [نگه داشتن در] خانه‌ها بپوشانید و درماندگیشان را با خاموشی [در برابرشان].» موها و بدن و حتی صدای زن را عورت و در خور پوشاندن می‌دانند و سپس با استناد به روایاتی دیگر، اعضای بدونِ آرایشِ گردیِ چهره و دست‌ها و بعضی پاها را نیز مستثنا می‌کنند.

### ۶–۵– زینت (اندام/جامه/زیور)
واژهٔ زینت، به معنای عام زیبایی به‌ویژه درجه‌ای برتر از زیبایی و جذابیت است خواه حقیقی، کاذب، والا یا پست باشد. زینت مصادیق گوناگونی دارد و دربارهٔ این آیه سه معنی برای زینت آمده است:
- اندام (زینت طبیعی زن) که اقلیتی از فقیهان همچون فخر رازی و سید مصطفی خمینی این معنا را برگزیده‌اند.[۲۳۸][۲۳۹][۲۴۰][۲۴۱][۲۴۲][۲۴۳]
- جامه (زینت مصنوع و ساختهٔ بشر)[۲۴۴][۶۳]
- زیور اعم از زیورآلات و لوازم آرایشی و… که گونه‌ای دیگر از زینت مصنوعی می‌باشند.

اکثر فقها دو معنی اخیر را برای زینت برگزیده‌اند.
زینت و هم‌خانواده‌های آن، ده‌ها بار در قرآن در معانی مثبت و منفی و خنثی به کار رفته‌اند من‌جمله:
بی‌گمان آسمانِ جهان را با زینتی از ستارگان زینت دادیم.— آیهٔ ۶ سورهٔ صافات
… و لیکن خدا ایمان را برای شما دوست‌داشتنی کرد و در قلب‌هایتان زینت داد…— آیهٔ ۷ سورهٔ حُجُرات
و دشنام ندهید آنان را که جز خدا می‌خوانند پس آنها خدا را از روی دشمنی و بی‌دانشی دشنام دهند. این‌چنین برای هر امّتی عملشان را زینت دادیم، سپس بازگشتشان به سوی پروردگارشان است تا آگهشان کند بدانچه عمل می‌کردند.— آیهٔ ۱۰۸ سورهٔ انعام
و بدین‌سان شریکانشان [بت‌ها و…] زینت دادند برای بسیاری از مشرکان، کشتنِ فرزندانشان را…— آیهٔ ۱۳۷ سورهٔ انعام
مال و پسران، زینتِ زندگانیِ دنیاست ولی باقیات صالحات بهتر است…— آیهٔ ۴۶ سورهٔ کهف
بسیاری از فقیهان دربارهٔ زنان، زینت را یا به «زیورآلات و لوازم آرایشی در هنگام کاربرد آن‌ها از سوی زن» تعبیر کرده‌اند یا کنایه از «جایگاه‌های استفادهٔ زیورآلات و لوازم آرایشی در زن» انگاشته‌اند. سپس با استناد به روایات و احادیث، وجه و کَفَّین و بعضی فقها قَدَمَین را در صورت نداشتن آرایش، مصداق «الّا ما ظَهَرَ مِنها: آنچه از آن پیداست» دانسته‌اند. طباطبایی در المیزان چنین بیان می‌کند:
مراد از زینتِ زنان، مواضعِ زینت است زیرا اظهارِ خودِ زینت از قبیلِ گوشواره و دستبند حرام نیست پس مراد از اظهارِ زینت، اظهارِ محلِ آنهاست.
مکارم شیرازی در تفسیر نمونه، زینت را چنین شرح می‌دهد:
بعضی، زینتِ پنهان را به معنیِ زینتِ طبیعی (اندامِ زیبای زن) گرفته‌اند، در حالی که کلمهٔ زینت به این معنی کمتر اطلاق می‌شود. بعضی دیگر، آن را به معنیِ محلِ زینت گرفته‌اند، زیرا آشکار کردنِ خودِ زینت مانندِ گوشواره و دستبند و بازوبند به‌تنهایی مانعی ندارد، اگر ممنوعیتی باشد مربوط به محلِ این زینت‌ها است، یعنی گوش‌ها و گردن و دست‌ها و بازوان. بعضی دیگر، آن را به معنیِ خودِ زینت‌آلات گرفته‌اند منتها در حالی که روی بدن قرار گرفته، و طبیعی‌است که آشکار کردنِ چنین زینتی توأم با آشکار کردنِ اندامی‌است که زینت بر آن قرار دارد. (این دو تفسیرِ اخیر از نظرِ نتیجه یکسان است هر چند از دو راه مسئله تعقیب می‌شود). حق این است که ما آیه را بدونِ پیش‌داوری و طبقِ ظاهرِ آن تفسیر کنیم که ظاهرِ آن همان معنیِ سوم است و بنابراین، زنان حق ندارند زینت‌هایی که معمولاً پنهانی‌است آشکار سازند، هر چند اندامشان نمایان نشود، و به این ترتیب آشکار کردنِ لباس‌های زینتیِ مخصوصی را که در زیرِ لباسِ عادی یا چادر می‌پوشند مجاز نیست، چرا که قرآن از ظاهر ساختنِ چنین زینت‌هایی نهی کرده است.
با این حال، برخی نیز دلیل ابهام واژهٔ زینت را تعمّد قرآن در واگذاریِ مصادیقِ منجر به مهارِ فحشا بر عهدهٔ عقل و عقلا به اقتضای زمان و مکان دانسته و منظور از اندام زیبای زن را ناحیهٔ پوشش دامن و بلکه تنه و ران‌ها و بازوان می‌انگارند که در این صورت مقصود از «الّا ما ظَهَرَ مِنها» ظاهر شدن متعارف یا اتفاقیِ اندام به‌واسطهٔ نوع جامه یا اَعمال روزمره‌ای چون نشست و برخاست خواهد بود.
برآیند معنای زینت:
- دیدگاه نخست: ناحیهٔ پوشش دامن شامل لگن[ض] به‌ویژه عورت (آلت تناسلی ومقعد) و ران‌ها
- دیدگاه دوم: تنه و ران‌ها و بازوان
- دیدگاه سوم: جایگاه‌های قرار گرفتن زیور مثل محل‌های بستن دست‌بند و پابند و گردن‌بند
- دیدگاه چهارم: زیور همچون لوازم آرایشی و گوشواره هنگامی که از سوی زن استفاده شود.

دیدگاه سوم و چهارم، نظر مشهور فقهاست.

### ۶–۶– جُیوب (سینه‌ها/برجستگی/شکافتگی)
در نظر مشهور فقهی، «جُیوب» جمع «جَیب» به معنای سینه‌ها و گریبان است. طباطبایی در المیزان چنین نگاشته است:
مراد از جیوب، سینه‌هاست و معنایش این است که به زنان دستور بده تا اطرافِ مقنعه‌ها را به سینه‌های خود انداخته، آن را بپوشانند.
پاره‌ای از پژوهشگران برآنند که چنانچه جیوب و اندام، دو ناحیهٔ جدا از هم انگاشته شود، با توجه به بازماندهٔ آیه که با برشمردن استثنائات تنها از آشکارسازی اندام جز به شوهر و پدرشوهر و غیره نهی کرده و اینکه دربارهٔ وَلْیَضْرِبْنَ (بزنند به…) به‌طور کلی در عربی صیغهٔ امر همواره به معنای باید و امر وجوبی نیست بنابراین پوشاندن جیوب، واجب نبوده بلکه توصیه شده است. در عین حال، محتمل است این واژه محدود به سینه‌ها نباشد:
معنای اصلیِ جیب عبارت از شکاف (و فاصلهٔ میانِ دو چیز) است، پس هر شکاف و فاصله‌ای که بر روی یک جامه و حدِ فاصلِ میانِ دو جامه بود (و منجر به نمایان شدنِ بخش‌هایی از تنه و ران و بازو می‌گردید) را در بر می‌گیرد.
بعضی نیز «جَیب» را ریشه ندانسته و این واژه را مشتق از «جَب» در معنای عام هرگونه «برجستگی و شکافتگی» می‌دانند. بدین‌سان واژگان قرآنی جبال (کوه‌ها یعنی برجستگی زمین)، جُب (چاه، شکاف روی زمین)، جِبت (مقام و منصب برجسته)، جَیب (شکافتگی زیر بازو)، و نیز جیوب زنان در آیات حجاب (پستان‌ها و نشیمنگاه و عورتِ پیش و پس پایین‌تنه) همگی دلالت بر برجستگی و شکافتگی دارند.
برآیند معنای جیوب:
- دیدگاه نخست: سینه‌ها
- دیدگاه دوم: گریبان؛ مرز گردن و تنه که در پاره‌ای از جامه‌ها تا سینه‌ها را نیز در بر می‌گیرد.
- دیدگاه سوم: شکافتگی‌های جامه در تنه و ران‌ها و بازوان
- دیدگاه چهارم: برجستگی سینه (پستان‌ها) و برجستگی لگن (نشیمنگاه) و شکافتگی پایین‌تنه (آلت تناسلی و مقعد)

دیدگاه یکم و دوم، نظر مشهور فقهاست.

### ۶–۷– خِمار (رو-سری)
نظر به قول مشهور فقهی دربارهٔ معنای خِمار (روسری، سرانداز) طباطبایی در المیزان می‌نویسد:
کلمهٔ خُمُر – به دو ضَمّه – جمعِ خِمار است، و خِمار آن جامه‌ای‌است که زن، سرِ خود را با آن می‌پیچد، و زائدِ آن را به سینه‌اش آویزان می‌کند.
به هر روی، فقها از دستور به چسباندن روسری بر روی سینه‌ها چنین نتیجه گرفته‌اند که منظور زائد روسری بوده و واجب است عمدهٔ آن تمامی سر را بپوشاند. در نقد این نظر در کتاب حجاب شرعی در عصر پیامبر چنین آمده است:
استنباطِ لزومِ پوششِ مو از راهِ قهری بودنِ استتارش در پیِ پوششِ گردن و سینه، در نهایتِ ضعف و سستی‌است. از آن گذشته، شرعی قلمداد شدنِ استفاده از سرانداز در پیش از نزولِ آیه نیز نادرست است زیرا هیچ آیه‌ای پیش از این آیه (و حتی پس از آن) دالّ بر لزومِ استفاده از خِمار و سرانداز نشده [... و] از خِمار صرفاً به عنوانِ وسیله‌ای برای قرار گرفتن بر روی ناحیه‌ای دیگر یاد شده است. [...] به این ترتیب آیه در این عبارت خِمار و سرانداز را به عنوانِ دَم‌دست‌ترین وسیله انتخاب کرده تا زنان به آن وسیله جَیب و سینه را بپوشانند.

### ۶–۸– محارم حجاب
در فهرست محارم حجاب در این آیه، عمو و دایی و داماد و ناپدری و نابرادری و پدر رِضاعی (همشیر) و برادر رضاعی ذکر نشده‌اند حال آنکه در آیات ۲۲ و ۲۳ سورهٔ نسا تصریحاً و تلویحاً جزو محارم نکاح هستند. با این همه در فقه، تفاوتی میان محارم حجاب (آزاد از نگریستن) و محارم نکاح (ممنوع از ازدواج) نیست و زنان از حجاب در برابر عمو و دایی و… نیز معاف‌اند البته فقها نمایان کردن عورتِ پیش و پسِ پایین‌تنه را فقط برای همسر مجاز می‌دانند؛ بنابراین طبق قول مشهور فقهی شیعه، نمایان بودن پستان‌ها در برابر همهٔ محارم اعم از نسبی و سببی و رضاعی جایز است. افزون بر این دایرهٔ محارم رضاعی منطبق بر محارم نسبی بوده و برخلاف نص قرآن فقط شامل پدر رضاعی و برادر رضاعی نمی‌شود.

### ۶–۹– نِسَائِهِنَّ (زن/زن اعتمادپذیر/زن مسلمان)
به معنای «مطلقِ جنسِ زن»، «زن اعتمادپذیر»، «صرفاً زن مسلمان» آمده است. ابوالفتوح رازی (زادهٔ ۴۵۶ه‍.ش/۱۰۷۷م) روایت اخیر را چنین نقل می‌کند:
عباده گفت: عُمَرِ خطّاب نامه نبشت به ابوعُبَیدهٔ جرّاح آنجا که او عامل بود، گفت: شنیدم که زنانِ اهلِ کتاب با زنانِ مسلمانان به یک‌جای به گرمابه می‌شوند، تمکین مکن ایشان را ازآن‌که با زنانِ مسلمانان به گرماوه روند، و اندامِ ایشان ببینند.

### ۶–۱۰– مِلکِ یَمین (برده/زیردست)
عبارت «مَا مَلَکَتْ أَیْمَانُهُنَّ» که با توجه به معنای دوگانهٔ کلمهٔ یمین به «آنچه دست‌هایتان/سوگندهایتان دارا شد» ترجمه می‌گردد، برابر دیدگاه بسیاری از فقها، به معنای برده یا اسیر جنگی – چه مرد و چه زن – است؛ بنابراین زنان در برابر بردگان مرد خود نیز همانند محارم معاف از رعایت حجاب هستند. طباطبایی در المیزان می‌نویسد:
 اطلاقِ جملهٔ أَوْ مَا مَلَکَتْ أَیْمَانُهُنَّ هم شاملِ غلامان می‌شود و هم کنیزان، و از روایات نیز این اطلاق استفاده می‌شود.
مطهری در کتاب مسئلهٔ حجاب قابلیت تعمیم عدم رعایت حجاب در برابر بردهٔ مرد را به خدمتکار مرد در زمانهٔ کنونی مطرح می‌کند:
جملهٔ مَا مَلَکَتْ أَیْمَانُهُنَّ شاملِ غلامان نیز می‌باشد حتی در آیه‌ای که فعلاً موردِ بحث است، تعبیر به مَلَکَتْ أَیْمَانُکُم شده است (با ضمیرِ مذکر) یعنی لازم نیست که برده، مملوکِ خودِ زن باشد. در اینجا نباید اعتراض کرد اکنون رسمِ بردگی منسوخ شده است و برده‌ای وجود ندارد و پافشاری در این بحث‌ها بی‌ثمر است زیرا […] اگر فقیهِ مُتَهَوِّری جرأت کند، چه بسا حکمِ غلامان را از راهِ ملاک و مناط به مواردِ مشابهِ آن از قبیلِ خدمتکاران بتواند تعمیم دهد. […] رمزِ اینکه در موردِ غلامان و پسرانِ نابالغ اجازه خواستن واجب نیست این است که وجوبِ استیذان به واسطهٔ تکررِ آمد و شد، موجبِ حَرج و واقع شدن در مضیقه است. در حقیقت اِباحه در این موارد از این باب است که تکلیف، موجبِ دشواری می‌شده است، نه از این جهت که تکلیف ملاک ندارد. ما معتقدیم که سایرِ استثناهای بابِ پوشش مثلاً استثنای وجه و کَفَّین و همچنین استثنای محارم از همین قبیل است.
گفتنی‌است در قرآن واژه‌ای همچون «رَقَبه» صراحتاً به معنای «برده» به کار رفته است اما ملک یمین چنین وضعی ندارد و نظر به همین مسئله، دسته‌ای ملک یمین را کسی می‌دانند که به‌واسطهٔ تنگدستی، پیمانی با توانگری بسته و در قبال تأمین درآمد و سرپناه، خدمتکار و زیردست شده و اختیار خود از جمله در نکاح و همبستری را به زبردست خویش سپرده بود.

### ۶–۱۱– اِربَة (نیاز شدید و مستلزم چاره‌جویی)
معنای مشهور «اِربَة» عبارت است از «نیاز شدید و مستلزم چاره‌جویی». در کتاب المفردات نوشتهٔ راغب اصفهانی (زادهٔ ۳۳۳ه‍.ش/۹۵۴م) چنین آمده است:
ارب: نیازِ شدیدی که با درکِ آن، اقتضای چاره‌جویی برای دفعش به وجود می‌آید، پس هر اربی نیازی‌است اما هر نیاز و حاجتی ارب نیست. بعداً این واژه گاهی در معنیِ (نیازِ تنها) و گاهی (نیاز و دفع نیاز) به کار رفته چنان‌که می‌گویند (ذو ارَبٍ) و (ذو ارِیب) یعنی کسی که چاره‌جویی می‌کند […] و آیهٔ (أُولِی الْارْبَةِ مِنَ الرِّجَال) کنایه از احتیاج به نکاح [آمیزش] است و نیازِ شدیدی‌است که چاره‌جوییِ آن را اقتضا دارد.
نظر به این معنا، تبعیت‌کننده و پِی‌رو و وابستهٔ بدون اربة را کنایه از افراد زیر دانسته‌اند:
- فاقد شهوت، همچون «اَخته»[۲۷۴]
- دارای شهوت ضعیف، همانند «سالمند»[۱۹][۲۰] و «تهیدست»[۲۲][۲۳][۲۱]
- دارای شهوت اما بی‌خطر و بی‌نظر، نظیر «خدمتکار»[۲۷۵] و «مردی که زن از او حیا[ط] ندارد»[۲۲][۲۷۶][۲۳][۲۷۷][۲۷۸] و «بدون سوءنظر و چشم‌پاک»[۲۷۹]

### ۶–۱۲– طفل و ظهور
واژهٔ طفل به معنای «انسان کوچک» است و نه فرزندان و اولاد انسان. طفل در معنای جمع خود (اطفال) نیز به کار می‌رود.
واژهٔ ظهور به سه معنی آمده است که دسته‌ای از فقها همچون علی مشکینی اردبیلی، در این آیه معنای «چیره گشتن» را برگزیده‌اند و منظور از طفل را کسانی می‌دانند که فاقد توانایی غلبه در آمیزش و دخول جنسی بر زنان هستند اما گروهی دیگر، معنای «پیدا و هویدا شدن» را انتخاب کرده و برآنند که کنایه از آگاهی کودک دربارهٔ مسائل جنسی می‌باشد. معنای سوم ظهور، «بالا رفتن» است. پس بنا بر آن دیدگاه نخست، در عبارت «الطِّفْلِ الَّذِینَ لَمْ یَظْهَرُوا عَلَیٰ عَوْرَاتِ النِّسَاء» طفل به «کسانی که بر عورت‌های زنان چیره نشده‌اند» تعریف شده است.

### ۶–۱۳– ضرب (زدن و کوبیدن/جدا کردن و باز کردن)
ظاهر بخش پایانی آیهٔ ۳۱ نور (پاهایشان را برای اینکه از اندامِ خویش آنچه نهفته دارند دانسته شود، نزنند) دلالت بر این دارد که زنان، نباید عمداً به‌گونه‌ای پاهایشان را بر زمین بزنند و چنان پاها را از هم جدا کرده یا پای‌کوبی و حرکتی انجام دهند که جامه کنار رفته و آنچه در زیر پنهان است، نمایان گردد. اغلب فقها با استناد به روایات و احادیث، این فقره از آیه را به حرمتِ دانسته شدنِ پابند (خلخال) بسته‌شده به مچ پای زنان از راه نمایان ساختن آن یا حتی حرمتِ دانسته شدنِ پابند با صِرفِ شنیدن صدای آن تفسیر کرده‌اند. مکارم شیرازی در تفسیر نمونه می‌نویسد:
[زنان] در رعایتِ عفت و دوری از اموری که آتشِ شهوت را در دلِ مردان شعله‌ور می‌سازد و ممکن است منتهی به انحراف از جادهٔ عفت شود، آن‌چنان باید دقیق و سختگیر باشند که حتی از رساندنِ صدای خلخالی را که در پای دارند به گوشِ مردانِ بیگانه خودداری کنند، و این گواهِ باریک‌بینیِ اسلام در این زمینه است.
با این همه، اندکی از فقیهان همچون سید مصطفی خمینی که زینت را به معنای اندام گرفته‌اند، منظور آیه را نمایان ساختن عمدی ساق پاها دانسته‌اند.
معنای معروف ضرب، عبارت از زدن و کوبیدن است اما در قرآن معانی کنایی مانند جدا کردن با گشودن و باز کردن، جدا کردن با دیوارکشی، دور ساختن و کنار گذاشتن، گشتن و کار کردن برای کسب درآمد، تنبیه بدنی یا طرد کردن یا ترک کردن، چسباندن، آوردن و بیان کردن، مقایسه و نسبت دادن، سلب شنوایی و خوابانیدن و… نیز دارد.

### ۶–۱۴– برداشت فقیهان
تا دورهٔ معاصر، فقها از این آیات سورهٔ نور برای استنباط پوشش در نماز (سَترِ صلاتی) استفاده می‌کردند و در مورد حد حجاب در نماز، پوشش بیشتری را نسبت به غیر آن منظور می‌داشتند. مطهری با تصور اینکه هیچ فقیهی به جواز کشف مواضعی مانند موی سر یا ساعد زن در نماز فتوا نداده است، در کتاب مسئلهٔ حجاب می‌نویسد:
 فقهای اسلام در بابِ سَترِ صلاتی به آیهٔ سورهٔ نور تمسک می‌کنند که مربوط به نماز نیست، زیرا آنچه در نماز لازم است پوشیده شود همان است که در مقابلِ نامحرم باید پوشیده شود. و شاید اگر بحثی باشد در این است که آیا در نماز، زائد بر آنچه در مقابلِ نامحرم باید پوشیده شود لازم است پوشیده شود یا نه؟ اما در اینکه آنچه در نماز لازم نیست پوشیده شود، در مقابلِ نامحرم هم لازم نیست پوشیده شود، بحثی نیست.
بر همین اساس فقهایی همچون ابن جُنَید اِسکافی (درگذشتهٔ ۳۷۰ه‍.ش/۹۹۱م) و مقدس اردبیلی (درگذشتهٔ ۹۶۴ه‍.ش/۱۵۸۵م) نظر مساعدی به وجوب پوشاندن مو و قسمت‌هایی دیگر از بدن زنان در نماز و به طریق اولی در غیرِنماز نیز نداشته‌اند. این برداشت از آرای فقهای پیشین، مخالفانی دارد.
با این همه، روشِ غالباً تعبّدیِ فقها اعم از شیعه و سنی در احراز صحت احادیث به‌طور کلی با انتقاد روبرو بوده است. فقهای شیعه به نوبت بر اساس یکم قرآن و دوم سنّت (سخن و کردار و پذیرش چهارده‌معصوم یا بازگویی آن‌ها) و سوم اجماع کاشف از نظر چهارده‌معصوم و چهارم عقل، اجتهاد کرده و احکامی به‌مانند حجاب را استخراج می‌کنند.
در قرآن به اندکی از احکام اسلامی اشاره شده و فی‌الواقع قریب به اتفاق احکام یا همچون حجاب و ازدواج و زنا و لواط و قصاص و محاربه و افساد فی‌الارض و بَغی و دزدی و گواهی نابرابر و ارث نابرابر و قَوّامیَّت مرد و فرزندخواندگی و برده‌داری به اختصار آمده یا همانند ارتداد و سنگسار و سب‌النبی و دیهٔ نابرابر و دیهٔ سقط جنین و سنین حضانت و ولایت پدر و عدم قصاص پدر برای فرزندکشی و قتل در فِراش و کشتن متجاوز جنسی و کشتن زناکار همسردار و محدودیت وصیت به یک‌سوم دارایی و سن بلوغ به‌کلی نیامده است و منحصراً بر پایهٔ سنّت و با تکیه بر خبر واحد بنا شده‌اند.
نقل سنّت را خبر یا روایت یا حدیث گویند. خبر در فقه به دو قِسم است:
- خبر مُتَواتِر: که باید از شمار بسیاری از رُوات (راویان) نقل شده باشد چنان‌که امکان تبانی آنها بر دروغ نبوده و قطع و یقین حاصل شود. تعداد خبر متواتر دست بالا بیش از چند ده حدیث برآورد نشده است. بسیاری از احادیث متواتر دربارهٔ جهاد بوده و حجاب هم در این میانه غایب است. از نامورترین اخبار متواتر، می‌توان به حدیث منزلت و حدیث غدیر اشاره کرد. محمد محمدی ری‌شهری چنین شرح می‌دهد:

ابن صلاح تنها حدیثِ مَن کَذَبَ علیَّ مُتَعَمَّداً فَلیَتَبَوَّأ مَقعَدَهُ مِنَ النّار را مصداقِ حدیثِ متواتر دانسته است اما در مقابل، سیوطی ۱۱۳ حدیث را متواتر دانسته است در حالی که برخی از آن‌ها تنها یک راوی دارند! علمای امامیه نیز تعدادِ احادیثِ متواتر را اندک می‌دانند. در مجموع می‌توان گفت: متواترِ لفظی به گونه‌ای که علم‌آور باشد بسیار اندک است و شاید شمارِ این دسته از احادیث به ده عدد نرسد مانندِ حدیثِ مَن کُنتُ مَولاهُ فَعَلیٌّ مَولاه که بیشترین راوی را دارد و حدیثِ ثَقَلَین. متواترِ معنوی نیز هرچند بیش از این مقدار است لیکن آن هم عددِ قابلِ توجهی را شامل نمی‌شود.
- خبر واحد: خبری که به حد تواتر نرسد و صرفاً موجد ظنّ و گمان صدور از معصوم باشد. اخبار آحاد مشتمل بر نزدیک به ۴۱۵٫۰۰۰ حدیث (قریب ۱۸۸٫۰۰۰ حدیث غیرِتکراری) هستند که از این میان بالای ۲۵٫۰۰۰ حدیث غیرِتکراری در کتب اربعه که معتبرترین منابع حدیثی شیعه تلقی می‌شود، آمده است:[۳۰۸]
  - کافی، نوشتهٔ شیخ کلینی رازی، درگذشتهٔ ۳۲۰ه‍.ش/۹۴۱م
  - مَن لا یَحضُرُهُ الفقیه، نوشتهٔ شیخ صدوق قمی (ابن بابِوَیه)، تألیف به سال ۳۶۱ه‍.ش/۹۸۲م
  - تهذیبُ الاحکام
  - استبصار، نویسندهٔ دو کتاب اخیر، شیخ طوسی بوده که درگذشتهٔ سال ۴۴۶ه‍.ش/۱۰۶۷م است.

همهٔ نُه نویسندهٔ آثار عربی‌زبان کتب اربعه و نیز کتب سِتّه – شش کتاب معتبر حدیث اهل سنت که نخستین آن چندین دهه پیش از الکافی در سال ۲۲۵ه‍.ش/۸۴۶م تألیف شده است – ایرانی هستند.
برابر باور شیعهٔ دوازده‌امامی، غیبت صغرای امام دوازدهم به سال ۲۵۲ه‍.ش/۸۷۴م در چهارسالگی وی آغاز گشته؛ یعنی نخستین کتاب حدیثی معتبر نزد شیعه، چند دهه پس از چهارده‌معصوم نوشته شده است و هیچ کتاب فقهی و حدیثی نوشتهٔ چهارده‌معصوم وجود ندارد. نهج‌البلاغه را که کتابی غیرِفقهی است، سید رضی (زادهٔ ۳۴۹ه‍.ش/۹۷۰م) از احادیث علی گرد آورده و سند صحیفهٔ سجادیهٔ امام چهارم که آن نیز غیرِفقهی است به سال ۵۰۱ه‍.ش/۱۱۲۲م می‌رسد. تنها کتاب قطعی‌الصدور بین مسلمانان از شیعه و سنی، قرآن است.
خبر واحد از لحاظ شمار راویان به دو قِسم مُستَفیض (حداقل ۴ راوی) و غیرمستفیض (حداکثر ۳ راوی) بخش می‌شود
و از لحاظ اعتبار سند به چهار مورد صحیح (همهٔ راویان دوازده‌امامی و واثق و عادل)، حَسَن (همهٔ راویان دوازده‌امامی و ممدوح اما بر عدالت همه یا برخی تصریح نشده)، موثق یا قوی (همهٔ راویان موثق، برخی غیر دوازده‌امامی)، ضعیف (فاقد شرایط) تقسیم می‌گردد که البته در همهٔ احادیث، بالغ و عاقل و یادنگهدار و مسلمان بودن راوی شرط است. سه گروه نخست این احادیث در هر حال حجت بوده و مورد آخر – حدیث ضعیف – نیز اگر مشهور باشد حجت می‌باشد بنابراین در این حالات، نیازی به اجماع کاشف از نظر معصوم که آن هم اصولاً روی یک حدیث است و سپس عقل نخواهد بود، چنان‌که برای نمونه شهید ثانی (زادهٔ ۸۸۴ه‍.ش/۱۵۰۶م) در شرح لمعه استدلال می‌کند که سوگند دادن زرتشتی به «الله» درست نیست زیرا وی به الله اعتقادی ندارد که از سوگند دروغ یا شکستن آن ابایی داشته باشد اما چون خبر صحیح در این باره وارد شده است پس زرتشتی اگر به الله سوگند یاد کند پذیرفته می‌شود اما سوگند وی به اهورامزدا صحیح نیست.
درنتیجه چنانچه حدیثی تنها از چهار راویِ دارای همهٔ هفت شرط – یعنی بالغ و عاقل و یادنگهدار و مسلمان و شیعهٔ دوازده‌امامی و واثق و عادل – نقل شده باشد در جرگهٔ بالاترین درجهٔ اعتبار خبر واحد یعنی حدیث صحیح و مستفیض قرار خواهد گرفت.

### ۶–۱۵– ترجمهٔ توضیحی آیات ۳۰ و ۳۱ نور
با توجه به تفاسیر یادشده در اینجا و آیات پیشین، ترجمهٔ توضیحی چنین خواهد بود:
[ای پیامبر] به مردانِ مؤمن بگو چشم‌های خود را [از دیدنِ شرمگاهِ زنان] فروپوشند و شرمگاه‌های خود را [از زنا کردن] نگاه دارند، این برایشان پاکیزه‌تر است، همانا خدا آگاه است به آنچه می‌کنند. (۳۰)
و به زنانِ مؤمن بگو چشم‌های خود را [از دیدنِ شرمگاهِ مردان] فروپوشند و شرمگاه‌های خود را [از زنا دادن] نگاه دارند و اندامِ [برانگیزاننده همچون ران‌های] خویش را آشکار نسازند، مگر آنچه از آن [به واسطهٔ نوعِ جامه یا کارهای متعارف مانندِ نشست و برخاست] پیداست، و روسری‌های خویش را [که همانندِ مردان در بیرون از خانه به دلیلِ گرمای طاقت‌فرسا به سر و پسِ گردن انداخته‌اند] به سینه‌هایشان بزنند.
اندامِ [برانگیزاننده همچون ران‌های] خویش را آشکار نسازند مگر به شوهرانشان یا پدرانشان یا پدرانِ شوهرانشان یا پسرانشان یا پسرانِ شوهرانشان یا برادرانشان یا برادرزادگانشان یا خواهرزادگانشان یا زنانشان ‏[هم‌جنسان یا زنانِ اعتمادپذیر] یا آنچه دارا شد دست‌هایشان [برده یا زیردست اعم از مرد و زن که خدمتگزار هستند] یا پِی‌روانی از مردان که نیازِ شدید [به آمیزش نداشته و سوءنظر] ندارند یا کودکان؛ کسانی که بر عورت‌های زنان چیره نشده‌اند. و [زنان] پاهایشان را برای اینکه از اندامِ [برانگیزاننده همچون ران‌های] خویش آنچه نهفته دارند دانسته شود [عمداً به بهانهٔ الّا ما ظَهَر مِنها: مگر آنچه از آن پیداست، جدا از هم و گشوده و نیز با رفتارهایی مانندِ خرامیدن و پریدنِ درجا بر زمین] نزنند.

و همگان بازگشت کنید به سوی خدا ای مؤمنان؛ شاید که رستگار شوید. (۳۱)

### ۶–۱۶– توصیه به نکاح
در قرآن بلافاصله پس از آیات یادشده دربارهٔ حجاب به نکاح (آمیزش جنسی و آمیزش عاطفی) توصیه شده است. ترجمهٔ آیات ۳۲ و ۳۳ نور چنین است:
 و نکاح دهید بی‌جفتان از خودتان و شایستگانی از بندگان و کنیزانِ خویش را [که بدین‌گونه] اگر نیازمند [به نکاح] باشند خدا از فضلِ خویش بی‌نیازشان می‌گردانَد و خدا گشایش‌گری داناست. (۳۲) و باید کسانی از شما که نکاحی نمی‌یابند [از زنا] خودداری کنند تا خدا از فضلِ خویش بی‌نیازشان گرداند. و کَسانی از آنچه دست‌هایتان دارا شد که خواستارِ بازخریدِ خویش هستند پس اگر به خیری در آنها آگاه شدید بازخریدشان کنید و به ایشان از داراییِ خدا که به شما داده است دارایی دهید. و برای آنکه بهرهٔ زندگیِ دنیا را بجویید به ناخواه جوانانِ [کنیزِ] خویش را اگر کناره‌جویی کنند به هرزگی وادار نکنید. و آن‌کس که به‌ناخواه وادارشان کند همانا خدا پس از واداشتنشان، آمرزندهٔ مهربان است. (۳۳)

## ۷– نور، ۵۸ تا ۶۰ (اجازهٔ برهنگی)

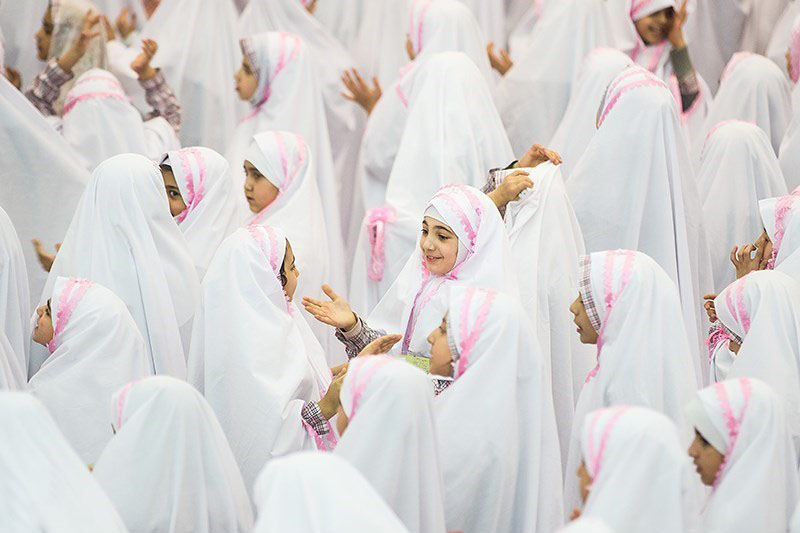
مراسم جشن تکلیف دختران دبستانی در تهران، سال ۱۳۹۴. علی‌رغم اینکه دختران نابالغ و زنان یائسه مطابق تفسیر فقهی از آیات قرآن، از حجاب معاف‌اند اما در ایران الزام حجاب حتی دربارهٔ آنان نیز وجود دارد، و دختران دبستانی ۶ تا ۸ ساله ملزم به رعایت حجاب (مانتو و مقنعه) در دبستان‌ها هستند. زنان یائسه نیز در هر صورت باید محجبه باشند.

### متن عربی
یا أَیُّهَا الَّذینَ آمَنُوا لِیَسْتَأْذِنْکُمُ الَّذینَ مَلَکَتْ أَیْمانُکُمْ وَ الَّذینَ لَمْ یَبْلُغُوا الْحُلُمَ مِنْکُمْ ثَلاثَ مَرَّاتٍ مِنْ قَبْلِ صَلاةِ الْفَجْرِ وَ حینَ تَضَعُونَ ثِیابَکُمْ مِنَ الظَّهیرَةِ وَ مِنْ بَعْدِ صَلاةِ الْعِشاءِ ثَلاثُ عَوْراتٍ لَکُمْ لَیْسَ عَلَیْکُمْ وَ لا عَلَیْهِمْ جُناحٌ بَعْدَهُنَّ طَوَّافُونَ عَلَیۡکُم بَعۡضُکُمۡ عَلَیٰ بَعۡضٖۚ کَذٰلِکَ یُبَیِّنُ ٱللَّهُ لَکُمُ ٱلۡأٓیٰتِۗ وَٱللَّهُ عَلِیمٌ حَکِیمٞ (٥٨) وَ إِذا بَلَغَ الْأَطْفالُ مِنْکُمُ الْحُلُمَ فَلْیَسْتَأْذِنُوا کَمَا اسْتَأْذَنَ الَّذینَ مِنْ قَبْلِهِمْ کَذٰلِکَ یُبَیِّنُ ٱللَّهُ لَکُمۡ ءَایٰتِهِۦۗ وَٱللَّهُ عَلِیمٌ حَکِیمٞ (٥٩) وَالْقَوَاعِدُ مِنَ النِّسَاءِ اللَّاتِی لَا یَرْجُونَ نِکَاحًا فَلَیْسَ عَلَیْهِنَّ جُنَاحٌ أَنْ یَضَعْنَ ثِیَابَهُنَّ غَیْرَ مُتَبَرِّجَاتٍ بِزِینَةٍ ۖ وَأَنْ یَسْتَعْفِفْنَ خَیْرٌ لَهُنَّ وَٱللَّهُ سَمِیعٌ عَلِیمٞ (٦٠)

### برگردان فارسی
ای کسانی که ایمان آوردید، آن‌هایی (مردانی) که دست‌هایتان دارا شد و آن‌هایی (پسرانی) از شما که به بلوغ (اِحتِلام) نرسیده‌اند، سه بار از شما اذن بگیرند: پیش از نمازِ بامداد و در نیمروز که پوشاک‌های خود را می‌اندازید و پس از نمازِ خُفتَن. برایتان سه عورت (شرم‌گَه) است و پس از آن بر شما و آن‌ها باکی نیست که از گردش‌کنندگان به دورتان باشند [و] برخی از شما بر برخی [دیگر گردش کنید.] بدین‌سان خدا نشانه‌ها را برایتان آشکار می‌سازد و خدا دانای سنجیده‌کار است. (۵۸) و هنگامی که کودکانی (پسرکانی) از شما، به بلوغ (احتلام) برسند باید اذن بگیرند چنان‌که آن‌هایی (مردانی) که پیش از ایشان بودند اذن خواستند. بدین‌سان خدا نشانه‌هایش را برایتان آشکار می‌سازد و خدا دانای سنجیده‌کار است. (۵۹) و نشستگان از زنانی که چشم‌داشت به آمیزشی ندارند، بر ایشان باکی نیست که پوشاک‌های خود را بیندازند بدونِ آنکه جلوه‌گرانِ اندامی باشند، و اگر خودداری کنند برایشان بهتر است، و خدا شنوای داناست. (۶۰)

### ۷–۱– وضع ثیاب (انداختن پوشاک‌ها) و عورت (شرم‌گَه)
این دو مورد را در آیات یادشده به معنای کنایی آمیزش جنسی دانسته‌اند. از جمله شیخ طَبرِسی (زادهٔ ۴۵۴ه‍.ش/۱۰۷۵م) در تفسیر مجمع‌البیان می‌نویسد:
ثَلاثُ عَوْراتٍ لَکُمْ: این سه وقت برای شما عورت‌اند. علتِ اینکه وقت را عورت نامیده، این است که انسان در این اوقات لباس را از تن بیرون می‌کند و عورتش ظاهر می‌شود. سدی می‌گوید: بعضی از اصحاب دوست می‌داشتند که در این سه وقت با همسرانِ خود درآمیزند و با غسل به مسجد بروند و نماز بخوانند. خداوند امر کرد که غلامان و اطفال در این سه وقت اجازه بگیرند.
ابوالفتوح رازی (زادهٔ ۴۵۶ه‍.ش/۱۰۷۷م) شأن نزول دیگری را برای این آیات بیان می‌کند که نشانگر عادی بودن برهنگی در آن زمان است؛ به حدی که غلامان نیز ابایی نداشتند زنان را برهنهٔ مادرزاد یا هنگام کنش جنسی ببینند:
مُقاتِل گفت: آیت در زنی آمد نامِ او اَسما بِنتِ مَرثَد. او را غلامی بود بزرگ، وقتی ناگاه در سرای شد، او را از آن کراهت آمد، و او بر حالتی که نخواست که او را غلام چنان بینَد، بیامد و گفت: یا رسول‌اللّه! این غلامان و خدمتکاران در سرای ما می‌آیند در اوقاتی که ما را از آن کراهت است. خدای تعالی این آیت فرستاد. وَ اللّٰهُ عَلِیمٌ حَکِیمٌ، و خدای تعالی دانا و محکم‌کار است. و بعضی مفسّران گفتند: حکمِ این آیت منسوخ است، و این آنگَه بود که سرای‌ها را در نبود و پرده‌ها آویخته نبود، چون حال چنین بود و خدای تعالی در این اوقات استیذان فرمود، آنگه منسوخ کرد این حکم، و این درست نیست.
در روایاتی دیگر، حالت خاص برهنگی را که اَسما از آن کراهت داشت آمیزش وی با شوهرش دانسته‌اند:
اَسما خطاب به رسول‌الله گفت: زن و شوهر در حالی که زیرِ یک لحاف‌اند غلامشان بدونِ اذن بر آن‌ها وارد می‌شود.
از قول ابن‌عباس آمده است:
چه بسا مردی که خدمتکار یا فرزند یا یتیمش بود بر حجرهٔ او وارد می‌شد و او بر روی اهلش بود [آمیزش می‌کرد] پس خدا دستور داد در آن عورت‌ها که نام برد، اذن بگیرند.

### ۷–۲– عفّت (خودداری)
واژهٔ عفّت و هم‌خانواده‌های آن چهار بار در قرآن به کار رفته که به معنای خودداری و خویشتنداری می‌باشد و از این میان تنها دو بار در معنای خودداری جنسی (پاک‌دامنی) استعمال شده است:
- یک بار به خودداری از زنا فرمان می‌دهد. (نور/۳۳)
- ‏یک بار به خودداری از اندام‌نمایی امر می‌کند. (نور/۶۰)
- ‏یک بار به خودداری سرپرستان بی‌نیاز یتیمان برای بهره‌گیری از دارایی آنان دستور می‌دهد. (نسا/۶)[۳۳۳]
- و یک بار به خودداری کسانی از درخواست مال در حال تنگدستی اشاره دارد که موجب می‌شود نادان، آنها را بی‌نیاز به‌شمار آورد. (بقره/۲۷۳)[۲۹۲]

### ۷–۳–نکاح(آمیزش)
این واژه به هر دو مورد آمیزش جنسی و آمیزش عاطفی معنا شده است. مکارم شیرازی در کتاب النکاح می‌نویسد:
اربابِ لغت و فقها در معنیِ کلمهٔ نکاح شدیداً اختلاف دارند و این اختلاف بر محورِ چهار قول دور می‌زند:
1. حقیقت در عقد است (نکاح یعنی عقدِ نکاح).
2. حقیقت در آمیزشِ جنسی و مُواقعه است.
3. مشترک بین عقد و مواقعه است.
4. در هیچ‌کدام حقیقت نیست و این معنی مَجاز است و بعضی گفته‌اند که معنیِ حقیقیِ آن اختلاط (مخلوط شدن) است.

معنای زنا در عرب جاهلی چندان روشن نیست؛ از جمله آورده‌اند که در جاهلیت کسی را زناکار می‌دانستند که با فردی از قبیلهٔ دیگر آمیزش می‌کرد. اما چندین نوع نکاح نیز در میانشان مرسوم و جایز بود که اسلام فقط یک گونه از آن‌ها را روا شمرده و سایر ازدواج‌ها را مصداق زنا دانست. انواع نکاح به شرح زیر بوده است:
- یکم، نکاح میان زن و یک مرد که به شیوهٔ کنونی آن نزدیک بوده است. نکاح‌های بُعوله (دائم) و مُتعه (موقت) و اَمه (کنیز) از اشکال آن بوده است.
- دوم، نکاح اِستِبضاع نام داشت که زن به درخواست شوهر برای بارداری فرزندی نجیب و شریف، با مردی شرافتمند همبستر می‌شد و شوهر اصلی تا زمان قطعیت بارداری از او دوری می‌جُست. گاهی نیز زن بی‌شوهر از مردان شریف چنین درخواستی می‌کرد.
- سوم، نکاح رَهط که نکاح گروهی کمتر از دَه مرد با یک زن بوده است که آن زن پس از زادن فرزند خود، او را به هر کدام از شوهران خویش که می‌خواست ملحق می‌کرد و کسی یارای مخالفت نداشت.
- چهارم، نکاح مُخادنه که در آن مرد یا زن به‌طور پنهانی، دوستی برای خود برمی‌گزید و با او آمیزش می‌کرد. هرگاه فرزندی زاده می‌شد، زن اعلام می‌کرد که آن فرزند برای فلان مرد است. در قرآن از این کسان به لفظِ جمع تعبیر شده – دوستان و نه یک دوست – و به افراد دارای همسر محدود است بنابراین برخی نکاح مخادنه را گونه‌ای از ازدواج گروهی رَهط فرض کرده‌اند با این تفاوت که علنی نیست:

… پس نکاح کنید آن زنان [برده/زیردست] را با اذنِ خانوادهٔ آن‌ها و اجرت‌هایشان [مهریه] را به پسندیدگی بدهید در حالی که از بدکاره‌ها و گیرندگانِ دوستانِ پنهان نباشند…— آیهٔ ۲۵ سورهٔ نسا
… زنانِ مُحصَن (کناره‌جو) از زنانِ مؤمن و زنانِ کناره‌جو از کسانی که پیش از شما به آنان کتاب داده شد [بر شما حلال است] زمانی که اجرت‌هایشان [مهریه] را بدهید و کناره‌جویان باشید نه بدکاران و نه گیرندهٔ دوستانِ پنهان…— آیهٔ ۵ سورهٔ مائده
- پنجم، نکاح صاحب رایه، نکاح با زن دارای پرچم بر سر خانه که روسپی‌گری را پیشهٔ خود ساخته و از این راه درآمد کسب می‌کرد. مردان بی‌شماری می‌توانستند با او بیامیزند ولی پس از تولد فرزندش، قیافه‌شناسی را فرامی‌خواندند تا بچه را به یکی از مردان ملحق کند.

دربارهٔ گونهٔ پنجم نکاح، آمده است که تهیدستانی از مهاجرین، برای رفع تنگدستی خود به فکر نکاح با روسپی‌ها افتادند تا بدین‌سان از درآمد فاحشگی آنان برای گذران زندگی خود بهره ببرند. وقتی موضوع را با پیامبر در میان گذاشتند آیه‌ای در ممنوعیت نکاح با این زنان زناکار نازل شد. ابوالفتوح رازی (زادهٔ ۴۵۶ه‍.ش/۱۰۷۷م) چنین آورده است:
عکرمه گفت: آیت [۳ نور] در زنانی آمد زناکننده که در مکّه و مدینه بودند، و بسیار بودند، و از مشاهیرِ ایشان نُه زن بود و صواحبِ رایات [پرچم‌ها] [...] تا ایشان را به آن بشناختندی [...] و به خانهٔ ایشان الّا مشرکی یا زانی نرفتی. و در جاهلیت عادت بودی که مردمِ فرومایه، زنِ ناپارسا به زنی کردی به طمعِ کسبِ ایشان، و آن را طعمه بساختندی. جماعتی درویشانِ مسلمانان را اندیشه افتاد که همچنین کنند. از پیغامبر دستوری خواستند. خدای تعالی این آیت فرستاد و نهی کرد ایشان را از مُناکِحَت ایشان و امثالِ ایشان.
پنج گونهٔ دیگر نکاح عبارت بودند از:
- نکاح بَدَل یا تبدیل زنان: نکاح متقابل همسران یکدیگر که معمولاً موقتی بود.
- نکاح شِغار: نکاح متقابل دختران یکدیگر
- نکاح ضَیزَن: نکاحِ زنِ پدر پس از مرگ او
- نکاح جمع بین الاُختَین: نکاح همزمان دو خواهر
- نکاح مُضامده: نکاح همسر خود به مرد ثروتمند در هنگام تنگ‌دستی[ف][۳۴۰][۳۴۱][۳۴۲][۳۴۳][۳۴۴]

### ۷–۴– قواعد (نشستگان/یائسه‌ها)
«قواعد» به دو معنای نشسته (جمع قاعدة) و بازنشسته (جمع قاعد) و «رجا» به معانی چشمداشت، آرزو، ترس، امید آمده است. چنانچه ظاهر آیات ملاک قرار گیرد محتوای آیهٔ ۶۰ نیز به دنبال آیات ۵۸ و ۵۹ آمده و قواعد زنان را از هر نوع پوششی معاف کرده است. قواعد غیرِمُتَبَرِّج با زینت (اندام) بسته به ترجیح هر یک از معانی واژهٔ قواعد، دو تعریف متفاوت می‌یابد:
- زنان نشسته در خانه (ساکن خانه) که حتی با وجود برهنگی کامل شخصاً از جلوه‌گر کردن اندام خویش به‌ویژه در برابر پنجره و درِ خانه برای جلب رهگذران به منظور آمیزش جنسی پرهیز خواهند کرد. به‌ویژه اینکه در آیهٔ دیگری از قرآن برای زنان یائسه نه واژهٔ «قواعد» بلکه تعبیر صریح «یأس از مَحیض» (نومیدی از خون‌دیدگی ماهانه)[۳۴۵] به کار رفته است.
- زنان بازنشسته از آمیزش یعنی یائسه که طبیعتاً نمی‌توانند جلوه‌گری چندانی با اندامشان داشته باشند و امید به آمیزش و بارداری ندارند.[۳۴۶]

با این همه بنا بر نظر مشهور فقها، آیهٔ یادشده به معافیت حجاب موها و برخی قسمت‌های دیگر از بدن زنانی که شرعاً یائسه شده‌اند – حداکثر به استثنای عورت پیش و پسِ پایین‌تنه – اشاره دارد. برخی از فقها نبود چشمداشت به نکاح را نه توضیحی از حالت یائسگی بلکه صفتی مستقل می‌دانند، بنا بر این نظر، صرف یائسگی بسنده نبوده بلکه نومیدی نسبی از رغبت مردان به آمیزش جنسی با وی بایسته است تا زن یائسه از حجاب معاف گردد. در هر حال، آزادی پوشش سر و مو و غیره برای زنان مسلمان در سنّ یائسگی و نیز همهٔ زنان اقلیت‌های دینی در هر سِنّی، منطبق با نظر مشهور فقهی بوده و می‌تواند قانوناً استثنا شود. مکارم شیرازی در فتوای خود با اشاره به عدم وجوب حجاب برای زنان یائسه می‌نویسد که «این مسئله را به صورت عمومی و برای مردم اعلام نمی‌کنیم.»
حکم رعایت حجاب برای زنان یائسه
- پرسش: حجاب برای زنانی که به سن یائسگی رسیده‌اند، چه حکمی دارد؟
  - پاسخ: اولاً حجاب در مورد زنان یائسه‌ای که رغبتی برای ازدواج با آنها نیست واجب نمی‌باشد و رجحان دارد، البته اگر ترک حجاب منشأ مفاسدی گردد لازم است حجاب را رعایت کنند. ثانیاً مختص موها نیست یعنی می‌توانند مقداری از سر و گردن و مقداری از دست‌ها را نپوشانند. ثالثاً این حکم شامل همهٔ زنان شوهردار و غیرشوهردار [را] که در این سنّ می‌باشند، شامل می‌شود. رابعاً این مسئله را به صورت عمومی و برای مردم اعلام نمی‌کنیم.

وی در کتاب النکاح نیز با نقد آن دسته از آرایی که تنها حجابِ عورتِ پیش و پس پایین‌تنه را برای زنان یائسه واجب می‌دانند، چنین نتیجه می‌گیرد:
چند احتمال داده شده است: احتمالِ اوّل: منظور از ثیاب تمامِ لباس‌ها غیر از عورت است. جواب: این احتمال خیلی بعید است و در هیچ مذهب و مکتبی چنین نیست. و قطعاً آیه منصرف از اوست. [...] و لکن الانصاف: با قطعِ نظر از روایات، ظاهرِ آیه این است که تمامِ لباس‌هایی که متعارف است (جِلباب، خِمار، مقنعه) می‌توانند بردارند.
سن فقهی یائسگی، پنجاه سال تمام قمری (برابر با ۴۸ سال و ۱۷۹ روز خورشیدی) است حتی اگر زنی در عمل، یائسگی دیررس یا زودرس نسبت به آن سن داشته باشد. البته کثیری از فقها سن یائسگی را برای زنانِ سیّده، استثنائاً شصت سال قمری (برابر با ۵۸ سال و ۷۸ روز خورشیدی) می‌دانند. سن تکلیف فقهی نیز، نُه سال قمری معادل ۸ سال و ۸ ماه و ۲۲ روز شمسی برای دختر و پانزده سال قمری معادل ۱۴ سال و ۶ ماه و ۱۷ روز شمسی برای پسر است مگر اینکه پیش از سن تکلیف، برون‌ریزش مَنی که در فقه برای دختر هم متصور است یا روییدن موی بالای شرمگاه رخ نماید که در این صورت زودتر به تکلیف می‌رسند. بنابراین عموم زنان مسلمان از منظر فقهی قریب به چهل سال در حد فاصل ۸ تا ۴۸ سالگی ملزم به رعایت حجاب هستند. با این حال اقلیتی از فقها همچون محمداسحاق فیاض و یوسف صانعی، سیزده سال قمری را سن تکلیف دختران دانسته‌اند و در فتاوای برخی دیگر از مراجع تقلید همانند محمدهادی معرفت و محمدابراهیم جناتی، بروز عادت ماهانه در دختران و اِحتِلام در پسران، ملاک تعیین سن تکلیف قرار داده شده است.

### ۷–۵– نقش زمان و مکان و مخاطب در فهم قرآن
حجاب در دستهٔ آیات‌الاحکام جای می‌گیرد. مجموعهٔ آیات احکام بنا بر تفاسیر گوناگون تنها ۵ تا ۱۳ درصد قرآن را در بر می‌گیرد و این تفاوت از آنجاست که برخی حتی آیاتی مانند ۴۸ و ۴۹ سورهٔ فرقان را که به توصیف نعمت‌هایی همچون باران می‌پردازد به سبب اشاره به پاکی آب جزو آیات احکام دسته‌بندی می‌کنند. افزون بر متن بسیاری از آیات که نقش زمان و مکان و مخاطب خاص در آنها نمود دارد، در دو آیه به صراحت آمده که این قرآن برای انذار به مردم مکّه و پیرامون آن است:
و بدین‌سان قرآنی عربی را به سوی تو وحی کردیم تا با آن هشدار دهی اهلِ اُمَّ‌القُرا (مکّه) و هرکس را که گرداگردِ آن است…— آیهٔ ۷ سورهٔ شوریٰ
همچنین نومسلمانان را در هنگام نزول وحی از پرسش‌هایی که با شنیدن پاسخ آن‌ها در قرآن بر تکلیف خود افزوده و بدان عمل نخواهند کرد، بازمی‌دارد:
ای کسانی که ایمان آوردید، از چیزهایی پرسش نکنید که اگر برایتان آشکار گردد، شما را بد آید. و اگر هنگامی که قرآن فرو فرستاده می‌شود از آن‌ها بپرسید برایتان آشکار خواهد شد. خدا از آن [پرسش‌ها] درگذشت و خداوند آمرزندهٔ شکیباست. (۱۰۱) همانا قومی پیش از شما پرسش کردند و سپس به آن [پاسخ‌ها] کافر گردیدند. (۱۰۲)— سورهٔ مائده
بنابراین مخاطب خاص و درجه یک قرآن محدود به زمان و مکان و گروهی معین – کافر و مشرک و مسیحی و یهودی و مؤمن ساکن در مکه و پیرامون آن در عصر محمد – است و باید در خواندن آیات مد نظر قرار گیرد؛ هرچند این امر نافی استفادهٔ دیگرانی در عصر و مکان متفاوت از آیات دارای مخاطب خاص نباشد. برای نمونه در قرآن، یهودیان مطلقاً سرزنش می‌شوند که چرا عُزَیر را پسر خدا می‌دانند در حالی که در تاریخ و نوشته‌های یهودی سراسر جهان چنین عقیده‌ای یافت نشده و احتمالاً مربوط به فرقه‌ای نادر شامل اکثر یهودیان ساکن در سرزمین پیدایش اسلام بوده است.
آیاتی نیز دارای مخاطب عام است همچون «سوگند به عصر که انسان همواره در خُسران است» و «ای انسان چه چیزی تو را به پروردگارِ بخشنده‌ات مغرور کرد؟» و «بی‌گمان رستگار شد آن کس که [نَفْسِ خود را] پاکیزه ساخت» و «خجسته باد کسی که فرقان (جداگر) را بر بنده‌اش فرو فرستاد تا جهانیان را هشداردهنده باشد…» و غیره.
با این همه در فقه، عمومیت دادن به اغلب آیات قرآن با استناد به روایات و احادیث متداول است و حتی در اصطلاحات تکرارشوندهٔ قرآن همانند کافر و مشرک نیز نمود می‌یابد. بنا به قرآن، کافر (پوشاننده) نه به معنای خداناباور بلکه به معنی کسی‌است که در برابر حقیقتی که برای خودش عیان شده، استکبار نموده و تکبر ورزیده است. برای مثال، شیطان که در پیشگاه خداوند بود به سبب تکبر و گردن‌کشی، از فرمان الهی برای سجده به آدم سر باز زد و کافر شد و تا روز رستاخیز از الله برای انتقام مهلت خواست نه اینکه به نبود خدا معتقد شود یا شریکی برای خداوند قائل باشد:
و هنگامی که به فرشتگان گفتیم برای آدم گردن نهید، پس همگیِ فرشتگان سر فرود آوردند مگر ابلیس که سر پیچید و گردن کشید و تکبّر ورزید و از کافران گردید.— آیهٔ ۳۴ سورهٔ بقره
اما در فقه به استناد روایات و در هنگام استخراج احکام شرعی از قرآن، هر نامسلمانی را در هر زمان و مکان و به هر کیفیت، کافر می‌نامند هرچند در مقام تفسیر قرآن به این تعریف گسترده قائل نباشند. طباطبایی در المیزان می‌نویسد:
 در هر جای قرآن که تعبیرِ (الذین کفروا) آمده، مراد، کفّارِ مکّه‌اند که در اوایلِ بعثت با دعوتِ دینی مخالفت می‌کردند، مگر آنکه قرینه‌ای در کلام باشد که خلافِ آن را برساند. نظیرِ تعبیر به (الذین آمنوا) که به زودی خواهیم گفت: هر جا در قرآن، مطلق و بدونِ قرینه آمده باشد مراد از آن، مسلمانان مکّه یعنی دستهٔ اول از مسلمین است که به چنین خطابِ تشریفی اختصاص یافته‌اند مگر آنکه قرینه‌ای در کلام، خلافِ آن را اثبات کند.
همچنین در فقه، مشرک هر کسی‌است که به هر کیفیت شرک بورزد اما مشرک در قرآن به خدای یگانه با همان کلمهٔ «الله» باور دارد و او را آفرینندهٔ همهٔ هستی و بت‌ها را شفیع نزد خدا و دارای قدرت و شریک او می‌پندارد. با این همه، الله را عاجز از زنده کردن مردگان و برپایی رستاخیز و بهشت و دوزخ می‌داند و بر آن است که دَهر (طبیعت، روزگار) به عمر هر انسانی پایان می‌دهد و هیچ زندگی ابدی و روز داوری در کار نیست:
و گفتند: این [حقیقتِ زندگانی] بی‌گمان فقط زندگیِ ما در دنیاست؛ [گروهی] می‌میریم و [گروهی همچنان] زندگی می‌کنیم و تنها این دَهر (طبیعت، روزگار) است که ما را نابود می‌سازد. و برای آنان هیچ دانشی نیست و فقط گمانه‌زنی می‌کنند.— آیهٔ ۲۴ سورهٔ جاثیه
قرآن، حتی مسیحیان را با وجود اشاره به شرکشان در خدا انگاشتن مسیح، «اهل کتاب» و «نصارا» می‌نامد نه مشرک، و مسیحیانی را که در خداانگاری عیسی و مریم از روی صداقت گنهکار شده‌اند، شایستهٔ بهشت می‌داند و اصراری بر پیروی اهل کتاب از شریعت و قبلهٔ اسلام محمدی ندارد و چندان حساسیتی نیز به شکل مناسک نداشته و نتیجه را می‌پاید. علاوه بر این‌ها به صراحت امت واحده را منکر می‌شود:
برای هر امّتی مناسکی قرار دادیم که آیین‌مدارِ آن هستند پس نباید با تو دربارهٔ آن کشمکش کنند… — آیهٔ ۶۷ سورهٔ حج
و برای هریک [از امت‌ها] قبله‌ای‌است که روی خود بدان کند، پس در خوبی‌ها از یکدیگر پیشی بگیرید هر کجا که باشید خدا شما را گرد می‌آورد و بی‌گمان بر هر چیزی تواناست.— آیهٔ ۱۴۸ سورهٔ بقره
 سپس… آوردیم عیسی پورمریم را و بدو انجیل دادیم و در قلب‌های آنان که پیروش شدند نرم‌دلی و مهربانی نهادیم و رُهبانیّت (ترکِ دنیا) که خودشان بدعت گذاشتند در حالی که برایشان ننوشته بودیم. رهبانیت جز برای جُستنِ خشنودیِ خدا نبود اما حقِ پاسداشت آن را به جا نیاوردند. پس بدان‌ها که ایمان آوردند پاداش دادیم و بیشترشان فاسق (نافرمان از حق) هستند.— آیهٔ ۲۷ سورهٔ حدید
و… برای هریک از شما شریعت و شیوه‌ای قرار دادیم و اگر خدا می‌خواست همانا شما را امّتِ واحده قرار می‌داد ولی خواست که در آنچه به شما داد بیازماید شما را…— آیهٔ ۴۸ سورهٔ مائده
نه به آرزوهای شما [نومسلمانان] است و نه به آرزوهای اهلِ کتاب، بلکه هرکس بدی کند کیفر داده می‌شود و جز خدا سرپرست و یاری‌گری نمی‌یابد.— آیهٔ ۱۲۳ سورهٔ نسا
بدین‌سان همهٔ آیات احکام و وعدهٔ عذاب به سبب اتمام حجت با انذار و هشدار پیامبر و آشکار شدن حقیقت، ویژهٔ زمان و مکان و مخاطب خاص است و برای مصداق‌یابی آن در زمان و مکان دیگر، دست کم بایستی آشکارگی حقیقت برای مخاطب و تکبر وی احراز گردد اما در فقه، اتمام حجت با همه مردم جهان در تمامی اعصار را به‌طور کلی، صرف نزول قرآن می‌دانند هرچند استثنائاً به نجات نامسلمان در آخرت به سبب استضعاف یا جهل بدون تقصیر قائل باشند.
مضاف بر این‌ها، احکام شرعی قرآن را می‌توان به احکام آیینی و کارکردی تقسیم کرد. احکامی همچون اوقات نماز و روش وضو و حج که در قرآن با جزئیات گفته شده و جنبهٔ شعاری و آیینی داشته و اصولاً تغییرشان معنایی ندارد. همچنین مواردی مانند حرمت گوشت خوک یا حرمت قمار و شراب که دریچهٔ هرگونه استثنا را بسته است در این دسته قرار می‌گیرند. در حالی که در احکام کارکردی، این نتیجه است که اهمیت دارد، همانند آیه‌ای که به غسل (شست‌وشو) و پاکی از جُنُب شدن اشاره دارد که ظاهر آن دلالت بر شستن بخش آلوده می‌کند ولی در فقه، آیین مفصل برای غسل همهٔ بدن و موها به استناد روایات و به تقلید از حکم وضو وضع شده است. آیهٔ فراهم آوردن اسب جنگی برای ترساندن دشمن و عدم تحریم برده‌داری و آیات حجاب از دیگر نمونه‌های این‌گونه احکام هستند که چون ناظر به کارکرد و اقتضای زمان و مکان و مخاطب می‌باشند با تأمین هدف با راهکاری دیگر مانند جایگزینی اسب جنگی با منجنیق و نصب دوربین مداربسته برای مهار بیماردلان جنسی، شکل آن‌ها تغییر می‌یابد یا همچون برده‌داری به‌کلی منقضی می‌شوند یا احکامی جدید ایجاد می‌گردد؛ به‌سان دو موضوع پذیرفته‌شده در فقه: بحث آیات ناسخ و منسوخ که حکم آیه‌ای پس از گذشت زمانی – که نمی‌تواند بیش از ۲۳ سال نزول قرآن در تاریخ‌نگاری اسلامی باشد – با فرو فرستادن آیه‌ای جدید در خود قرآن بازنگری یا باطل شده است همچون تبدیل کیفر زنا از حبس در خانه به صد ضربه تازیانه. و بحث احکام امضایی که برخی رسوم پیشا اسلام در سرزمین پیدایش اسلام، تماماً یا با تعدیل، تأیید شده‌اند و تاکنون در فقه اجرا می‌گردند همانند ارزیابی خون‌بهای انسان (دیه) بر اساس بهای گوسفند و شتر و حُلّهٔ یمنی و… که در حقوق کیفری ایران به تبعیت از فقه، هنوز مبنای محاسبهٔ سالانهٔ دیات است.
سایهٔ فقه در تفسیر آیات حجاب دوچندان سنگینی می‌کند. حدود پوشش واجب در قرآن به صراحت بیان نشده و واژگان مخاطب‌محور و زمان‌مند و مکان‌مند بسیاری مانند جِلباب و خِمار و زینت و زنان پیامبر و مؤمنان و… نیز به کار رفته‌اند. گذشته از این‌ها، دلیل کارکردی وجوب حجاب در قرآن، شناخته شدن (به کنیز نبودن یا پاکدامنی یا هویت معین) و نتیجتاً پیشگیری از آزار جنسی به‌دست بیماردلان و ارتکاب زنا قید شده یا بنا بر وضعیت آن شهرها که خانه‌ها، در یا قفل نداشت بر اذن ورود شفاهی و نیز بر پوشش در جاهای عمومی به‌مانند گرمابه و دستشویی همگانی تأکید شده یا بنا بر عادت عرب آن زمان در سه وقتِ روزانهٔ برهنگی کامل و آمیزش جنسی زن و شوهر، بر اجازهٔ ورود خواستن زیردستان و نابالغان با وجود آزادی آنان در ورود بدون اجازه در اوقات دیگر پافشاری شده است. با این حال، عموم روحانیون افزون بر تعبّد بر احادیث غیرمتواتر و آیینی دانستن حجاب، به‌ویژه در دورهٔ معاصر دلایلی چون غیرت بر مو و بدن زن و حرمت تحریک جنسی مردان به هر میزان و تقبیح شیءانگاری زن را ذکر می‌کنند که در قرآن به‌کلی اشاره نشده و حتی اگر این سه، فضیلتی اخلاقی خارج از جامعهٔ عصر نزول قرآن در زمانهٔ کنونی محسوب شود، نمی‌تواند دلیلی بر وجوب حجاب به‌خصوص از نوع اجتماعی و قانونی در قرآن باشد.

## برآمد
برآیند دیدگاه‌ها دربارهٔ میزان واجب حجاب زن در قرآن بدین شرح است:
- دیدگاه نخست: ناحیهٔ پوشش دامن شامل لگن به‌ویژه عورت (آلت تناسلی و مقعد) و ران‌ها
- دیدگاه دوم: ناحیهٔ پوشش دامن و پستان‌ها
- دیدگاه سوم: تنه و ران‌ها و بازوان
- دیدگاه چهارم (مشهور فقها): موها و پیکر به استثنای اعضای بدونِ آرایشِ گِردیِ چهره و دست‌ها تا مچ و بعضی فقها پاها تا مچ
- دیدگاه پنجم: موها و پیکر به استثنای گِردیِ چهرهٔ بدون آرایش
- دیدگاه ششم: همهٔ وجود زن به استثنای یک یا دو چشمِ بدون آرایش

## مآخذ ترجمه
- ترجمهٔ کلمه به کلمه و وفادار به متن عربی قرآن از محمدکاظم معزّی[۳۸۷] و نیز دیگر ترجمه‌های تحت‌اللفظی همچون شیخ‌الهند (بازنویسی محمدعلی کوشا)،[۳۸۸] عباس مصباح‌زاده، ابوالحسن شعرانی، محمود اشرفی تبریزی[۳۸۹]
- قرآن با چهار ترجمهٔ کهن، به کوشش محمد شریفی، با مقدمهٔ بهاءالدین خرمشاهی.[۳۹۰] شامل ترجمهٔ قرآن از کتاب‌های زیر:
  - ترجمهٔ تفسیر طبری، جمعی از علمای ماوراءالنهر (سدهٔ چهارم هجری/دهم میلادی)
  - روض‌الجنان و روح‌الجنان فی تفسیرالقرآن، ابوالفتوح رازی (زادهٔ ۴۵۶ه‍.ش/۱۰۷۷م)
  - تفسیر سورآبادی، ابوبکر عتیق نیشابوری (درگذشتهٔ ۴۷۹ه‍.ش/۱۱۰۰م)
  - کشفُ‌الاسرار و عُدَّةُالابرار، ابوالفضل رشیدالدین میبدی[۳۹۱] (تألیف به سال ۵۰۴ه‍.ش/۱۱۲۶م)
- حجاب شرعی در عصر پیامبر، امیرحسین ترکاشوند، اردیبهشت ۱۳۹۰[۳۹۲]
- پایگاه جامع قرآنی[۳۹۳]
- تارنمای ام‌الکتاب[۳۹۴]
- تارنمای الکتاب[۳۹۵]
- تارنمای تدبر[۳۹۶]
- تارنمای تنزیل[۳۹۷]
- تارنمای پارس‌قرآن[۳۹۸]

## یادداشت
1. ↑  جامهٔ زینتی مانند جامهٔ جالب توجه با رنگ یا جواهرات یا چسبان و نمایانگر حجم برجستگی‌های اندام زنان.[۱۲] جامه‌های موجب شهرت و تَشَبُّه به کفّار و تشبّه به جنس مخالف و نیز جامهٔ غصبی عموماً برای مرد و زن حرام دانسته شده و اختصاصی به حجاب ندارد.[۱۳]
2. ↑  دربارهٔ پوشش واجب مرد، کثیری از فقها عورَتَین را در معنای پوشاندن عورتِ پیش و پسِ پایین‌تنه یعنی آلت تناسلی و مقعد به کار برده‌اند. پرواضح است خایه‌های مرد نیز جزوی از آلت تناسلی می‌باشد.
3. ↑  «وَقَرْنَ فِی بُیُوتِکُنَّ: و قرار و آرام گیرید در خانه‌های خود. و قرن در اصل: یا مأخوذ است از قار یقار یعنی مجتمع شوید در خانه‌های خود. یا مأخوذ است از قر یقر مشتق از وقار یعنی با وقار و سکینه باشید در بیوت خود.»[۸۱]
4. ↑  بحارالانوار[۹۶]
5. ↑  بحارالانوار[۹۶]
6. ↑  بحارالانوار[۱۲۵]
7. ↑  اصول کافی[۱۶۷]
8. ↑  وسائل‌الشیعه[۱۸۰]
9. ↑  اهل کتاب شامل مسیحی و یهودی می‌باشد و در فقه، مَجوس (زرتشتی) نیز جزو اهل کتاب محسوب می‌گردد.
10. ↑  مَن لایَحضُرُه الفَقیه[۲۱۴]
11. ↑  وسائل‌الشیعه[۲۱۵]
12. ↑  اصول کافی[۲۱۸]
13. ↑  «و زمانی که طایفه‌ای از آنان گفتند: ای اهل یثرب، اینجا جای ماندنتان نیست؛ بازگردید. و فرقه‌ای از آنان از پیامبر اذن می‌خواستند؛ می‌گفتند: خانه‌های ما عورت است. خانه‌هایشان عورت نبود بلکه می‌خواستند بگریزند.» (سورهٔ احزاب، آیهٔ ۱۳)[۲۲۱]
14. ↑  وسائل‌الشیعه[۲۲۵]
15. ↑  بحارالانوار[۲۲۶]
16. 1 2  در قرآن، فرد کناره‌جو از آمیزش جنسی حرام اعم از اینکه مطلقاً کناره‌جو (و بی‌همسر) بوده یا همسردار باشد، مُحصَن نامیده می‌شود. با این همه در فقه، کسی را محصن می‌نامند که دارای همسر دائم یا برده بوده، با وی آمیزش کرده (در حد دخول از واژن) و با تفاوت‌هایی در مرد و زن، دسترسی به همسر برای آمیزش داشته باشد نه اینکه به‌واسطهٔ عواملی همچون سفر و بیماری، همبستری ممکن نباشد. البته دربارهٔ قذف (توهین جنسی با نسبت دادن زنا و لواط به کسی) فرد بی‌همسر نیز با داشتن بلوغ و خرد و آزادی (برده نبودن) و مسلمان بودن و حسب مورد زناکار یا لواط‌کار نبودن، محصن تلقی می‌شود.[۲۲۹][۲۳۰]
17. ↑  النِّساء عَیٌّ و عَورَةٌ فَاستُروا العَوراتِ بالبُیوت و اُستُروا العِیَّ بالسُّکوت.[۲۳۵]
18. ↑  آلت تناسلی و مقعد به لحاظ کالبدشناختی جزوی از لگن هستند و لگن نیز جزوی از تنه است.
19. ↑  عموم فقها منظور از حیا نداشتن زن در برابر یک مرد را به فقدان یا ضعف شهوت در آن مرد پیوند داده‌اند.
20. ↑  هرکس بر من آگاهانه دروغ بندد جایگاهش را از آتش برگزیند.
21. ↑  اخبار آحاد در درون خود تقسیم‌بندی‌های جزئی‌تر دیگری نیز دارند؛ برای نمونه حدیث مجهول گونه‌ای از خبر واحد ضعیف است یا احادیث عزیز و غریب از انواع خبر واحد غیرمستفیض هستند.
22. ↑  اصول کافی[۳۱۸]
23. ↑  صحیح بخاری[۳۳۹]
24. ↑  واژهٔ عالمین (جهانیان) را برخی همانند واژگان ناس (مردم) و ارض (زمین/سرزمین) گاهی به معنای جهانیان در دسترس و پیرامون یک فرد در مکان و زمانه‌ای معین می‌گیرند نه مردم و جهانیان سراسر کرهٔ زمین در همهٔ دوران‌ها؛ به‌ویژه با استناد به آیهٔ ۷۰ سورهٔ حجر که قوم لوط خطاب به وی «گفتند: آیا تو را از [مهمان کردنِ] جهانیان نهی نکردیم؟»[۳۶۷] که در قرآن، منظور مردان مسافری است که از سرزمین‌های پیرامون، گذرشان به شهر قوم لوط می‌افتاده و قوم لوط خود را محق و مجاز می‌دانستند که به آن‌ها تجاوز جنسی کنند. در این صورت واژهٔ عالمین در این آیه نیز در درجهٔ نخست، خطابی محلی و مخاطبی خاص دارد.